# Hnědá
Hnědá barva nepatří do základního barevného spektra a vzniká mícháním barev. Je to tzv. kompozitní barva. Vzniká mícháním zelené a červené barvy. V barevném systému RGB vzniká mícháním zeleného a červeného světla. Čím více zmíněné barvy svítí, tím je hnědá světlejší. Ve spektru CMYK vzniká smícháním červené, černé a žluté barvy v určitém poměru určující její tón. Ve světlých tónech může hnědá přecházet až do oranžové. Její komplementární barvou je modrá. Hnědou barvu si nejvíce spojujeme se zemí, přírodou, zvířaty, barvou pleti, pigmentem vlasů nebo očí. Hnědý pigment byl jedním z prvních užívaný pro umělecké vyjádření.

## Historie
Ve starověkém Římě bylo hnědé oblečení spojováno s nízkými třídami a barbary. Termín pro plebejce a městskou chudinu byl „pullati“, což znamenalo doslova „ti co nosí hnědé oblečení“.

Ve středověku se od každé společenské třídy očekávalo, že bude nosit barvu vhodnou pro jejich třídu; barvy šedé a hnědé byly barvy chudých. Mniši františkánského řádu nosili hnědé šaty jako znamení své pokory a chudoby. Chudí Angličané od roku 1363 museli dle vyhlášky nosit „russet“ (hadřík barvený na hnědo za použití borytu barvířského a mořeny barvířské).

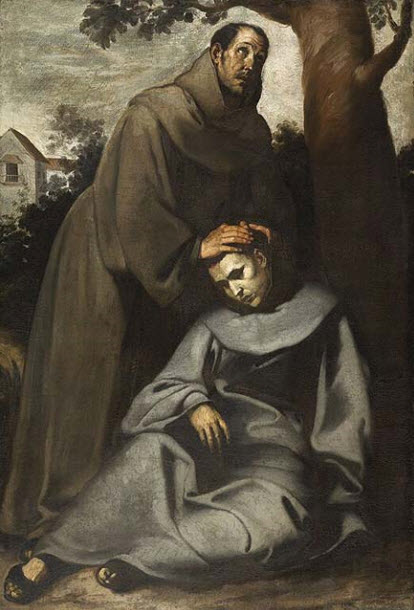
Bartolomé Esteban Murillo: Dva františkáni (cca 1645/47)
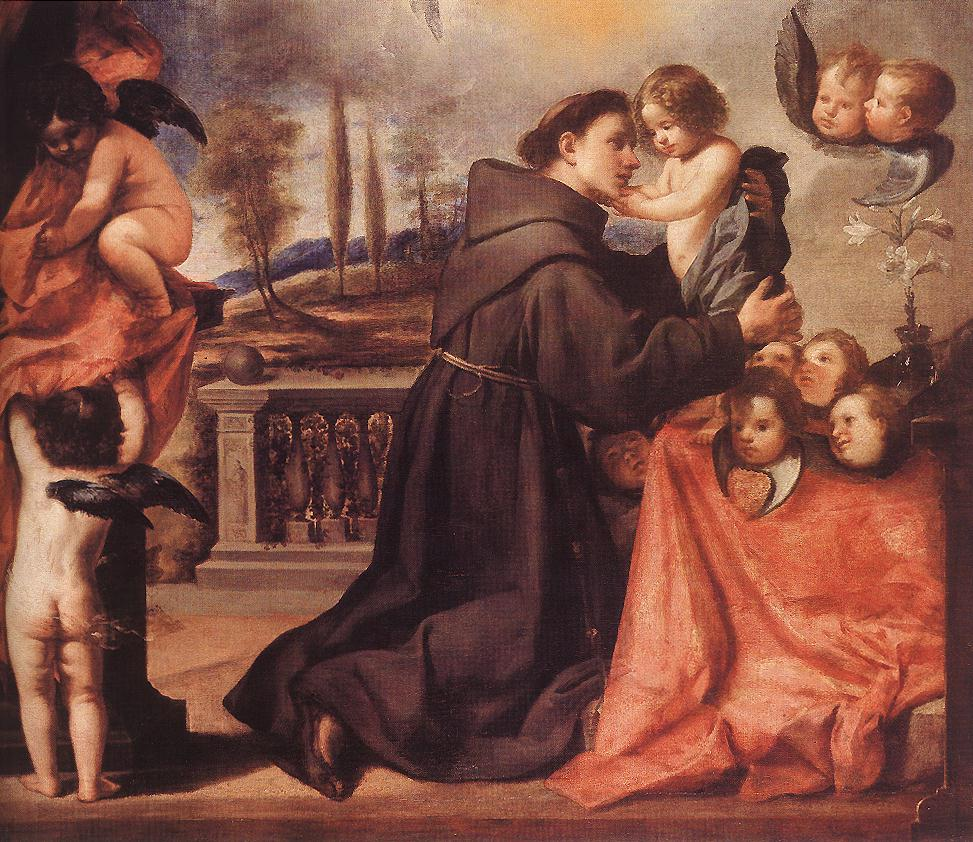
Antonio de Pereda: Svatý Antonín Paduánský s Ježíškem (1. polovina 17. století)

## Etymologie
Původně označoval tento výraz jen barvu koně nebo krávy.
Název barvy pochází z praslovanského gně-dъ.

## Psychologie barvy
Barva už na první pohled působí na člověka přírodními konotacemi. Jde o přirozenou barvu která navazuje pocity stability, jistoty, pohodlí, klidu, či bezpečí. Dala by se také zařadit mezi neutrální barvy. Téměř vždy je chápána jako potlačená, tlumená a nikdy ne pronikavá, křiklavá.
Lidem, kteří by umístili hnědou barvu jako první nejoblíbenější, jsou přisuzovány vlastnosti jako tělová smyslnost, vysoká potřeba jistoty, touha zapustit kořeny nebo tendence vyhýbat se situacím, které způsobují nepohodu.
Dle výzkumu z roku 2017 firmy zabývající se zpracováním dat vyplynula hnědá jako nejméně populární barva Čechů. Barvu si zvolilo za svou oblíbenou pouze 1 % dotázaných.
Jen málokdo řekne, že je to jeho “oblíbená barva”, přesto nám její přítomnost nevadí a působí na nás uklidňujícím dojmem.

## Výroba a materiály

### Míchání hnědé barvy
Hnědou barvu lze namíchat několika způsoby:
- Smícháním primárních barev (modrá, zelená, červená)
- Smícháním komplementárních barev (modrá s oranžovou, červená se zelenou a žlutá s purpurovou) Smícháním libovolné z těchto dvojic získáte hnědou v jiném odstínu, než který vznikne z ostatních komplementárních dvojic.[7]

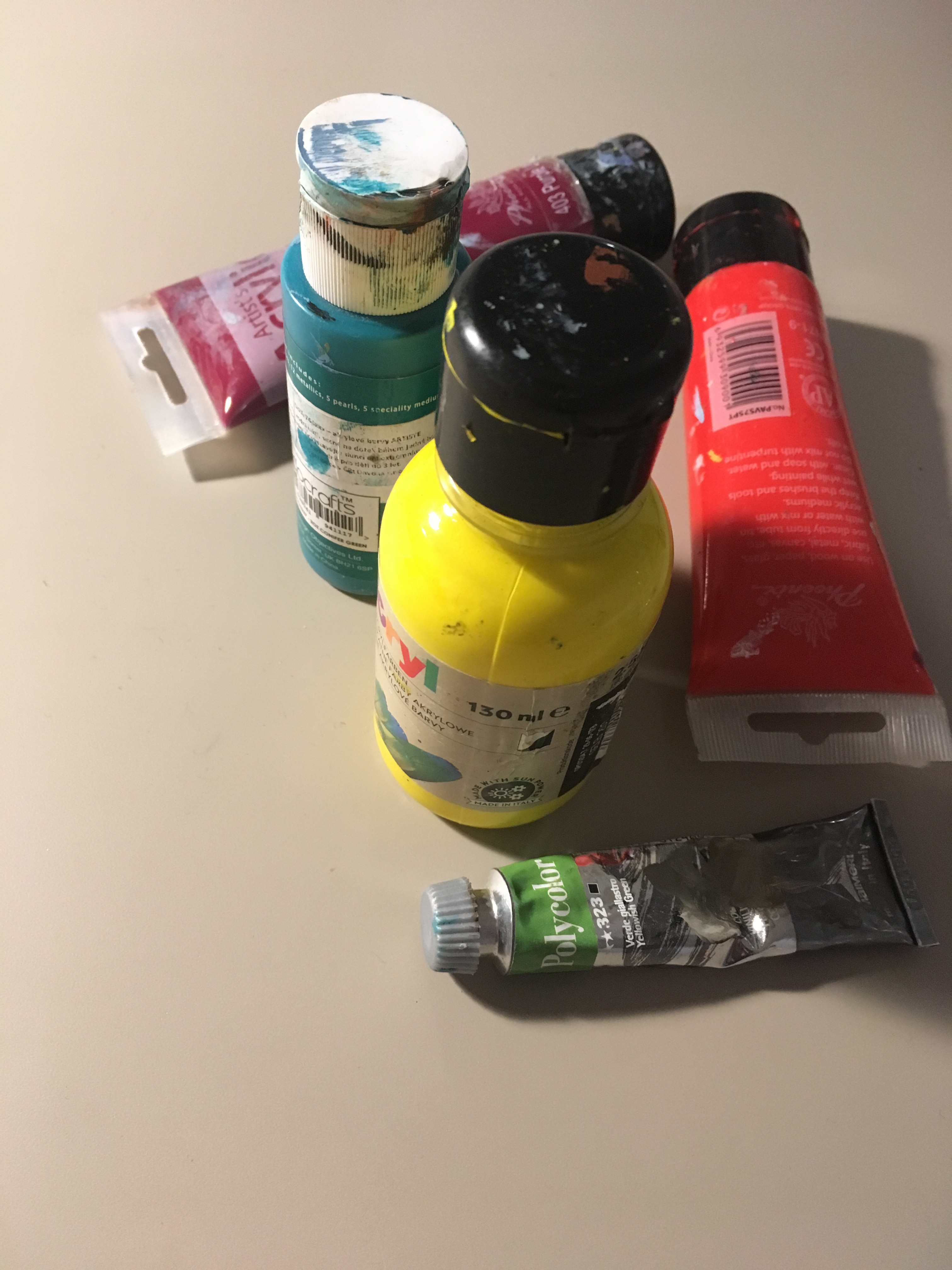
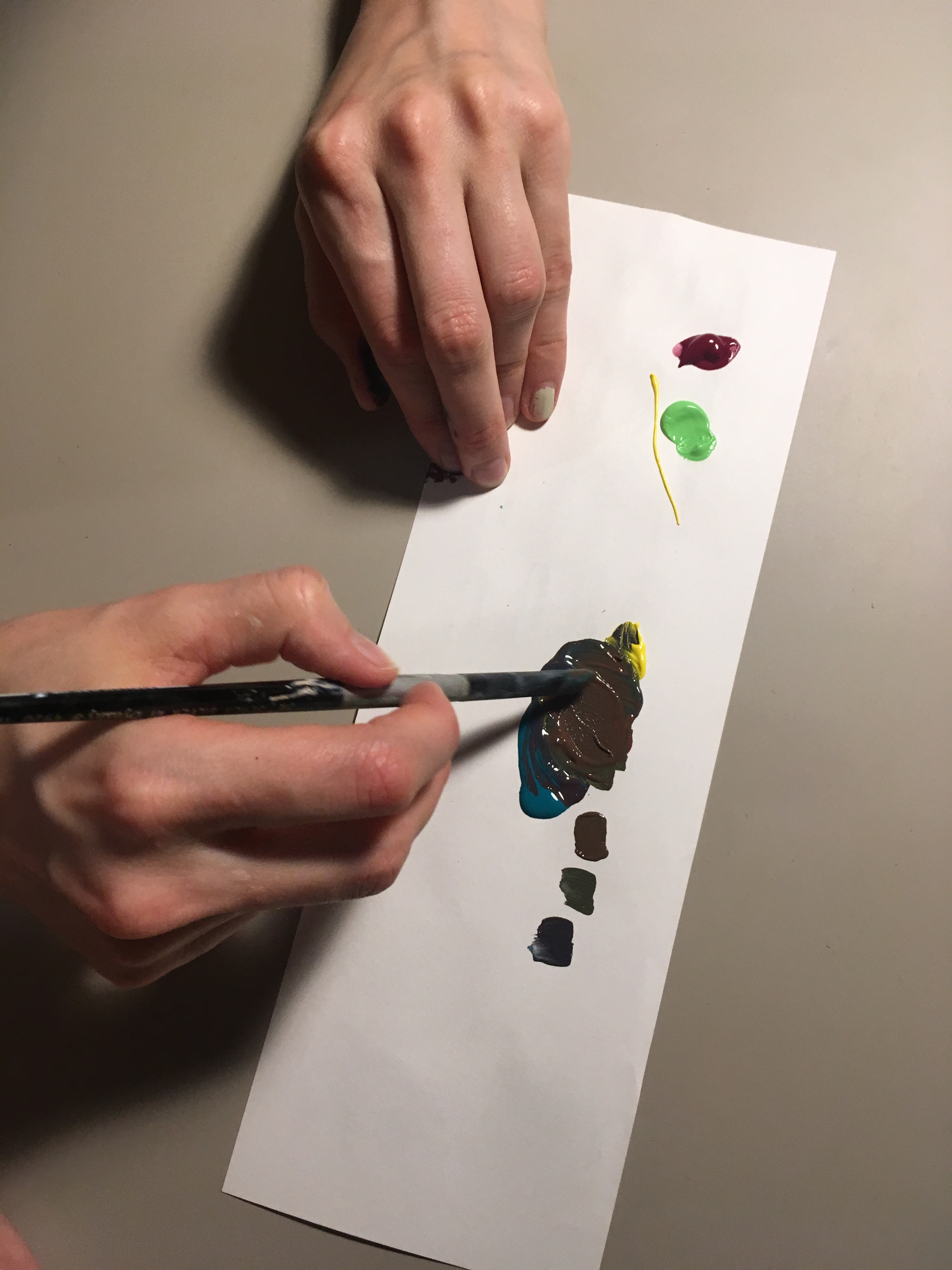

### Pigmenty

#### Umbra
zemitý pigment užívaný v temperových, olejových a vodovkových barvách. Získává se z přírodních zemin zbarvených oxidy železa a manganu.

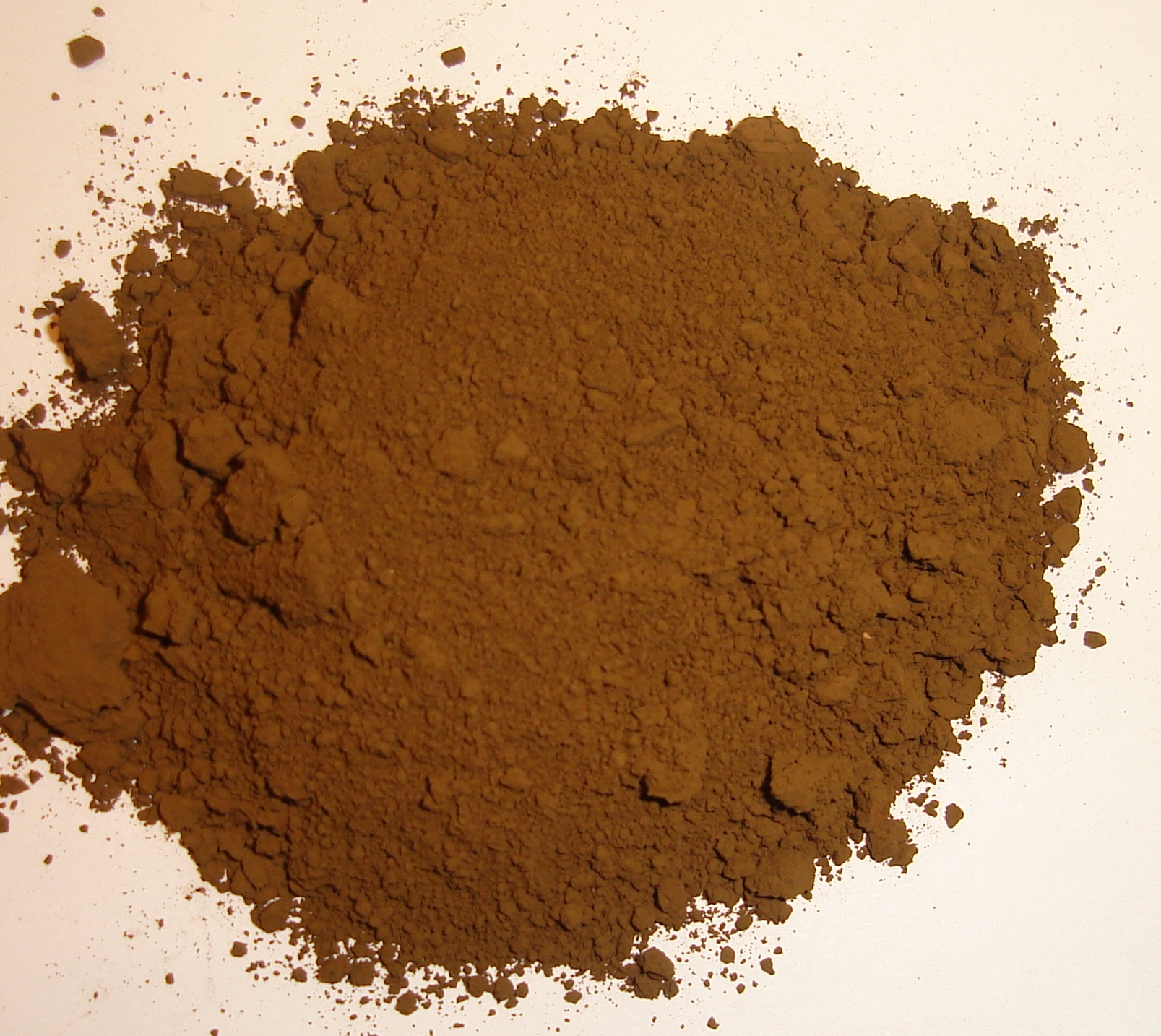

#### Sienna
kovový pigment oxidu železitého, který se podobá červenému okru. Na rozdíl od okru, který je obecně neprůhledný, jsou sienové pigmenty průsvitnější a teplejší. Když je zemina kalcinována (pražená) při vysokých teplotách, ztrácí svůj obsah vody (hydrataci) a stává se pálenou siennou.

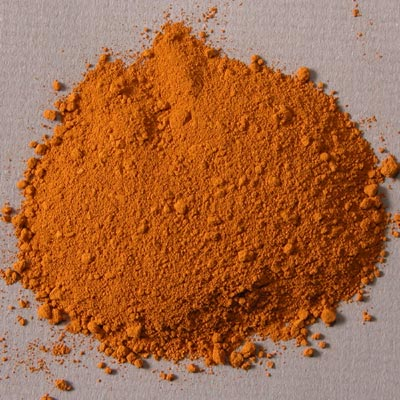

## Příroda
Hnědá barva je pro přírodniny typická. Ať už pro živou nebo neživou přírodu.

### Nerosty

#### Horniny / minerály
Barva hornin závisí na barvě nerostných součástek, na poměru světlých a tmavých nerostů, jejich velikosti a na struktuře. Jestliže v hornině některý nerost převládá, převládá zpravidla i jeho barva.

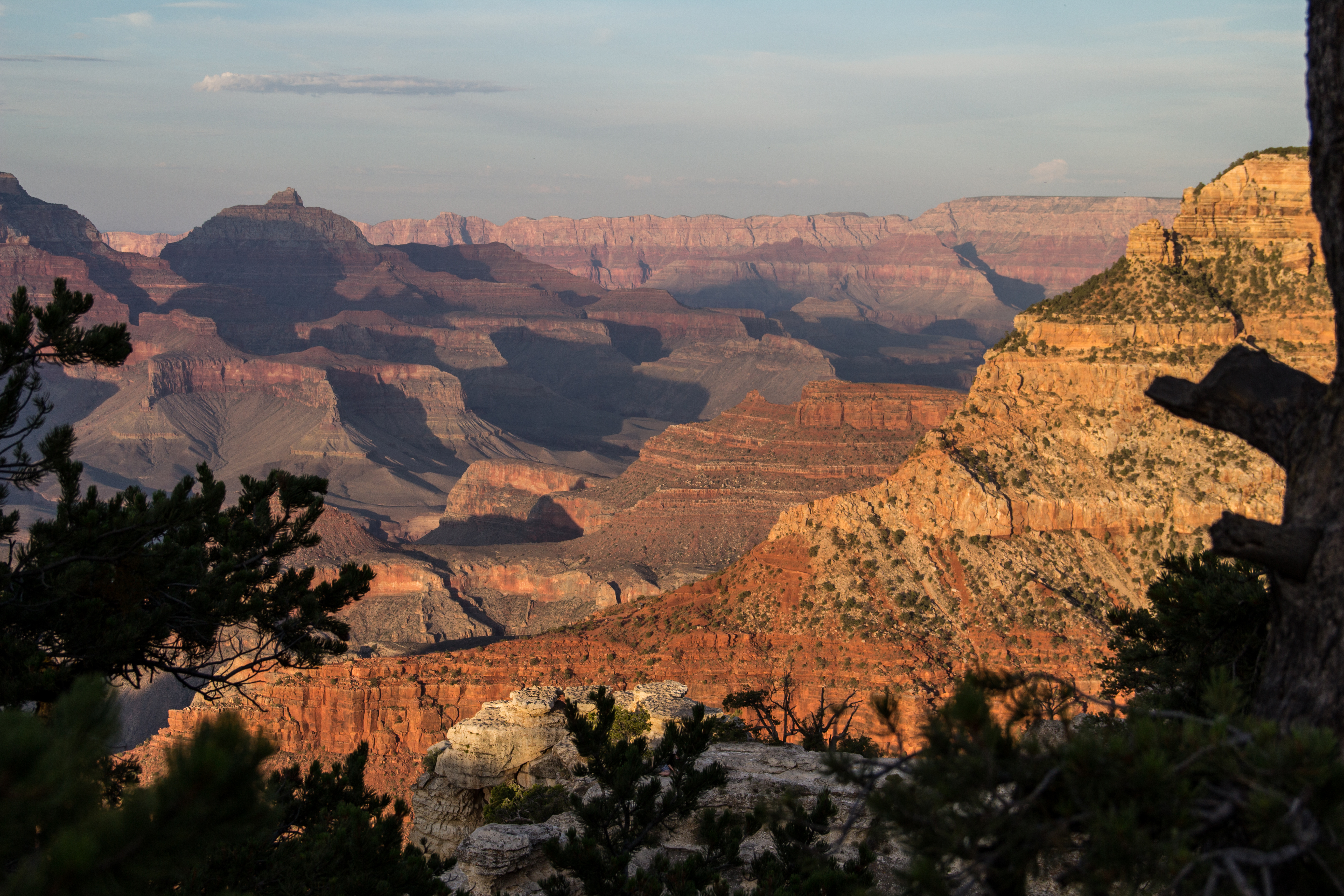

#### Hlína

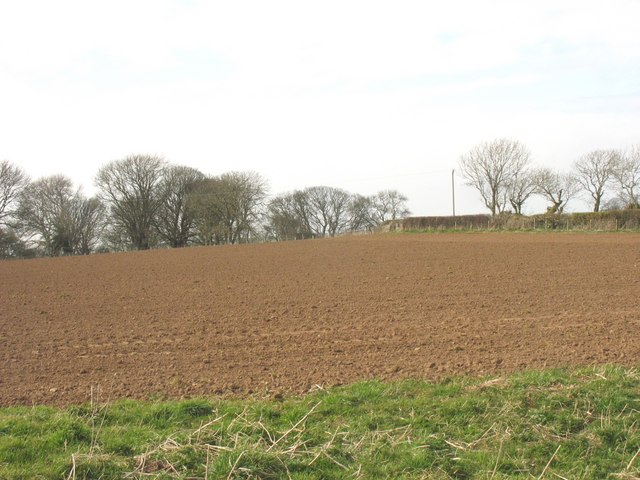
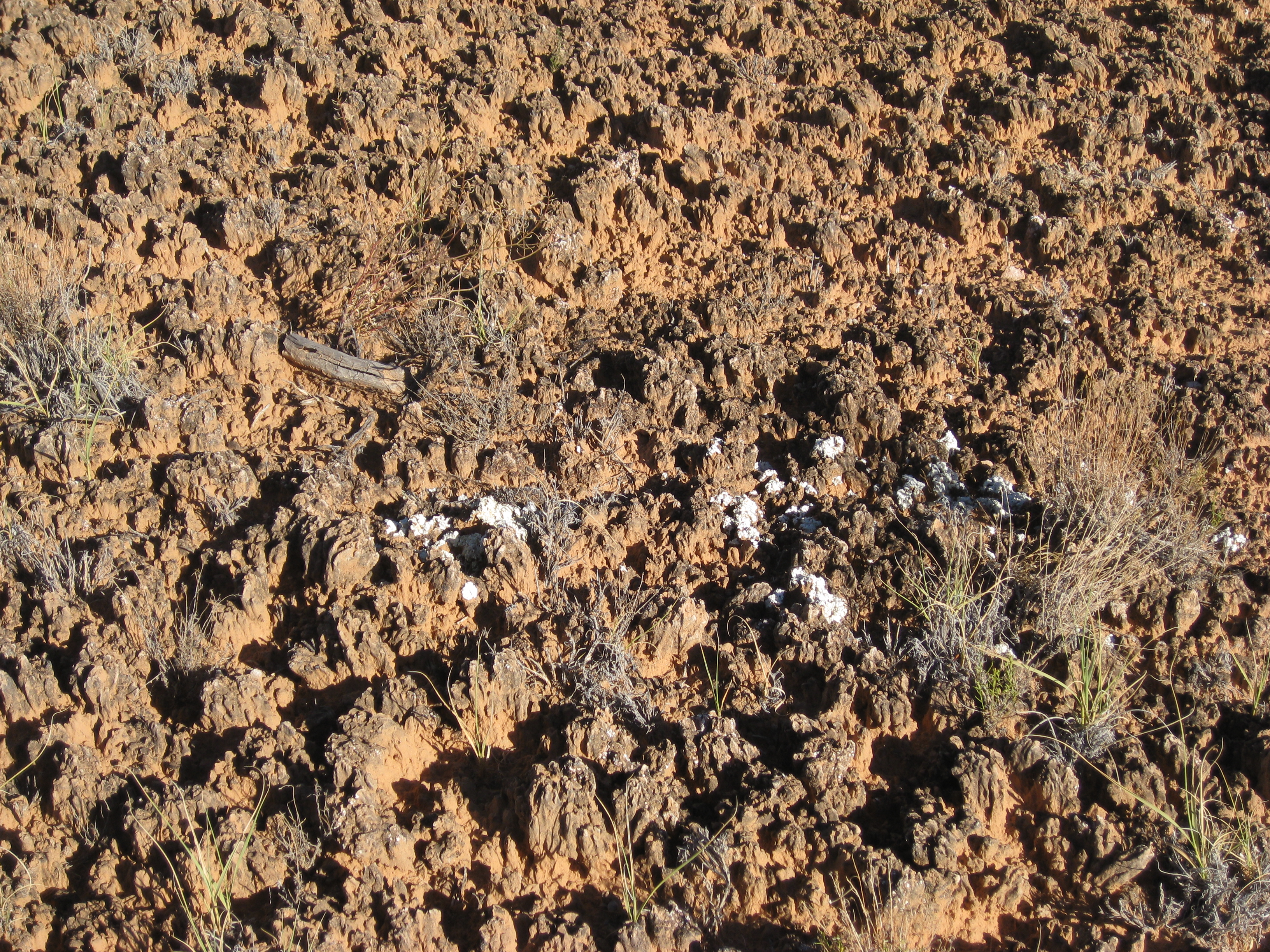
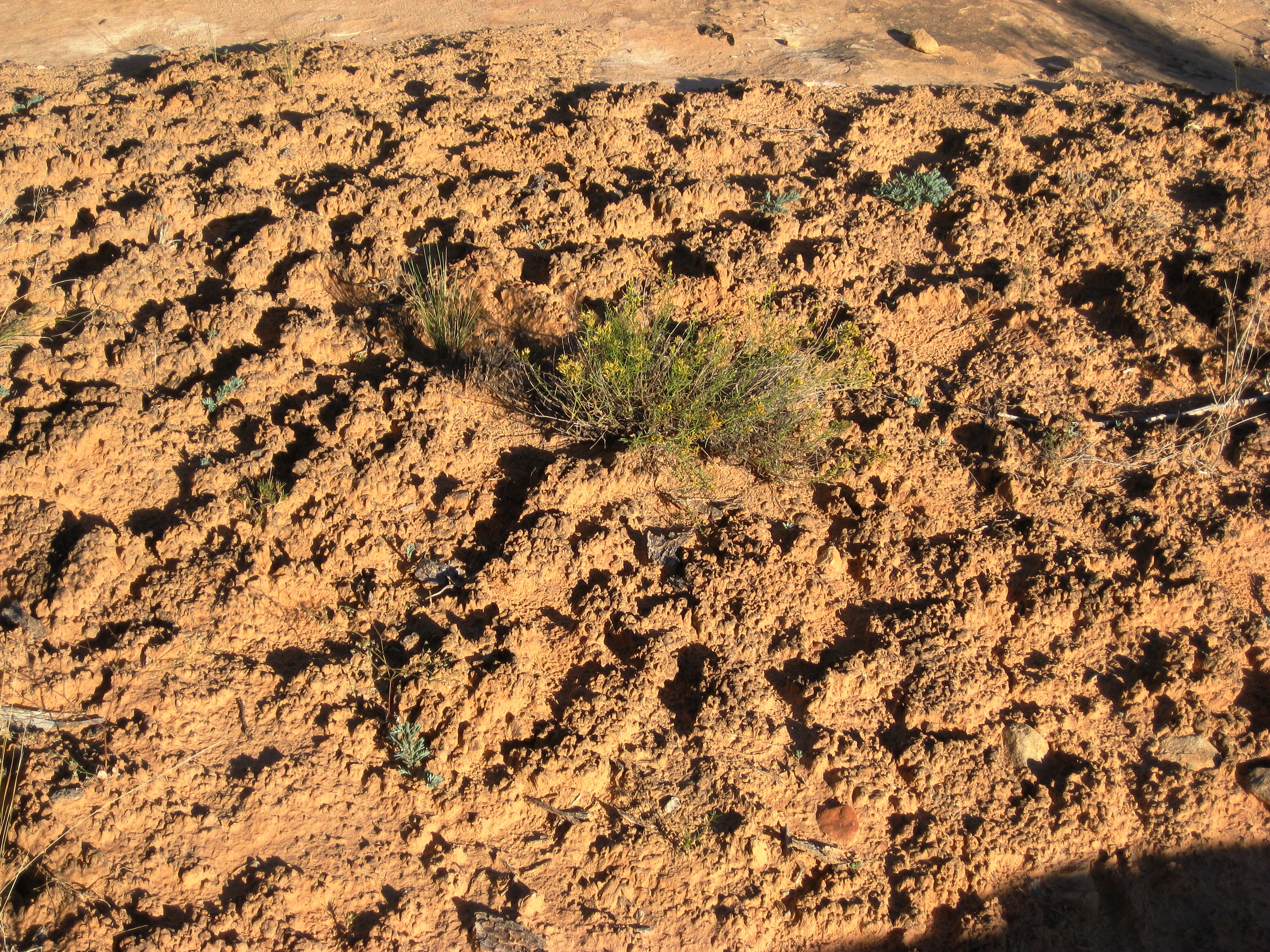

Hlína typická pro svou hnědavou barvu se nazývá hnědozem. Je druhým nejrozšířenějším půdním typem na našem území. Jako půdní typ hnědozem je označováno asi 13 % zemědělského půdního fondu. Hnědozem patří do referenční třídy luvisoly. Do referenční třídy luvisoly patří půdy, které mají diagnostický horizont označovaný jako luvický. Ten vzniká tak, že ve svrchní části profilu dojde ke ztrátě karbonátů, poklesu pH a uvolní se tak organické látky, jílové minerály, železo a hliník. Vlivem zasakující vody jsou tyto látky posunuty do spodní části profilu. Obohacený horizont je pak označován jako iluviální horizont a horizont ochuzený o organické látky a jílové minerály je nazýván eluviální. Hnědozemě se vyskytují převážně v nižší části pahorkatin a na okraji nížin a to od nadmořských výšek 150 až po 450 m n. m. Výjimečně se s nimi lze setkat i v nadmořských výškách do 700 m n. m. Jejich výskyt je vázán především na plošiny, případně jen mírně zvlněné pahorkatiny. Teplotní rozpětí, ve kterém je můžeme nalézt je od 7 do 9 °C. Původním porostem byl listnatý les a v současné době jsou téměř zcela zemědělsky využívány. Jedná se o velmi kvalitní zemědělské půdy, které jsou vhodné zejména pro velmi náročné plodiny, jako jsou ječmen, pšenice, cukrovka a vojtěška. Je však potřeba je pravidelně vápnit a dodávat kvalitní organické hnojení.

#### Uhlí
Hnědé uhlí je hnědé až černohnědé barvy; obsahuje-li ještě rozpoznatelné zbytky dřevité substance, nazývá se xylit nebo xylitické uhlí. Hnědé uhlí bývá většinou matné a jeho vryp obvykle hnědý. Podle stupně prouhelnění lze rozlišit uhlí hemifázní (hemitypy), tj. nejméně prouhelněné, středně prouhelněné ortofázní (ortotypy) a konečně metafázní (metatypy), tj. nejvýše prouhelněné. Jiná, často užívaná klasifikace rozlišuje (v pořadí podle stoupajícího prouhelnění): a) hnědé uhlí měkké, b) hnědé uhlí tvrdé, a to matné nebo lesklé. Technologická klasifikace je Tab. 1. Příkladem hemifázního uhlí je lignit, u nás těžený např. na jižní Moravě, dříve i u Mydlovar u Českých Budějovic. Hnědé uhlí bývá všeobecně třetihorního, někdy druhohorního a výjimečně i prvohorního stáří. Naše nejdůležitější hnědouhelné pánve jsou v Českém masívu a jsou neogenního stáři: viz severočeská, sokolovská a chebská pánev (v. j. h.). Na Slovensku jsou méně významné pánve miocenního stáří, a to viz handlovská, nováčka a modrokameňská.

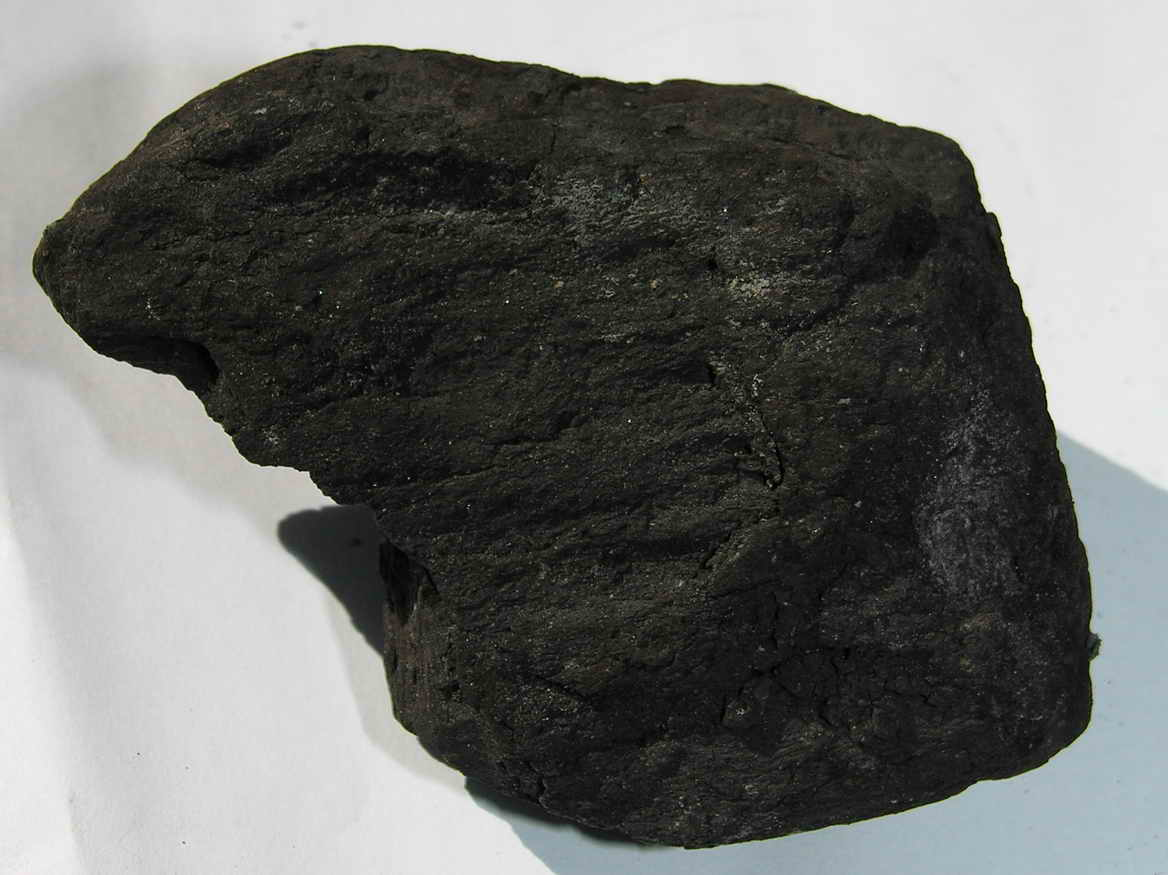

| Typ uhlí              | Značka | Prchavá hořlavina | Spalné teplo hořlaviny |
| --------------------- | ------ | ----------------- | ---------------------- |
|                       |        | (%)               | (MJ.kg−1)              |
| lignit                | L aj.  | 49 až 63          | 5 800 až 6 700         |
| celistvé hnědé uhlí   | Ha-Hd  | 51 až 58          | 6 600 až 7 250         |
| pololesklé hnědé uhlí | Hl, Hh | 49 až 53          | 6 800 až 7 450         |
| lesklé hnědé uhlí     | H      | 44 až 50          | 7 600 až 8 100         |

Autor tabulky: Prof. Jan Petrálek
|      | černé uhlí | hnědé uhlí | koks      |
| ---- | ---------- | ---------- | --------- |
| 2017 | 5,474.030  | 39,333.920 | 2,488.483 |
| 2016 | 6,784.939  | 38,527.569 | 2,209.453 |
| 2015 | 8,235.661  | 38,102.905 | 2,331.995 |
| 2014 | 8,683.451  | 38,176.507 | 2,553.050 |
| 2013 | 8,593.792  | 40,386.983 | 2,489.371 |

### Zvířata
V přírodě se vyskytuje velké procento savců a ptáků, či brouků hnědého zbarvení. Barva většinou souvisí s přírodní kamufláží živočichů žijících v lese, nebo na poušti. Příkladem za všechny můžueme určit například sovu, nebo  pakobylky, které jsou téměř k nerozeznání od větví a listů.
V České republice se vyskytuje velká škála zvířat s hnědě zbarveným kožichem, srstí, opeřením, nebo šupinami. Vyskytují se zde domácí zvířata (Prase domácí, Ovce, Pes, Kočka, Koza, Tur domácí, Kůň, Kur domácí), divoká zvěř (Srnec obecný, Rys ostrovid, Kachna divoká, Vlk obecný, Zajíc polní, Bobr evropský, Vydra říční), ptáci (Káně lesní, Koroptev polní, Křepelka polní, Poštolka obecná, Výr velký) a ryby (Mník jednovousý, Jeseter, Vranka obecná, Úhoř říční)
Ve světě můžeme mezi zástupci hnědých zvířat nalézt například Medvědy, Velbloudy, Outloně, Bizony, Lenochody, Surikaty, Želvy, Opice, Losy, nebo Soby.

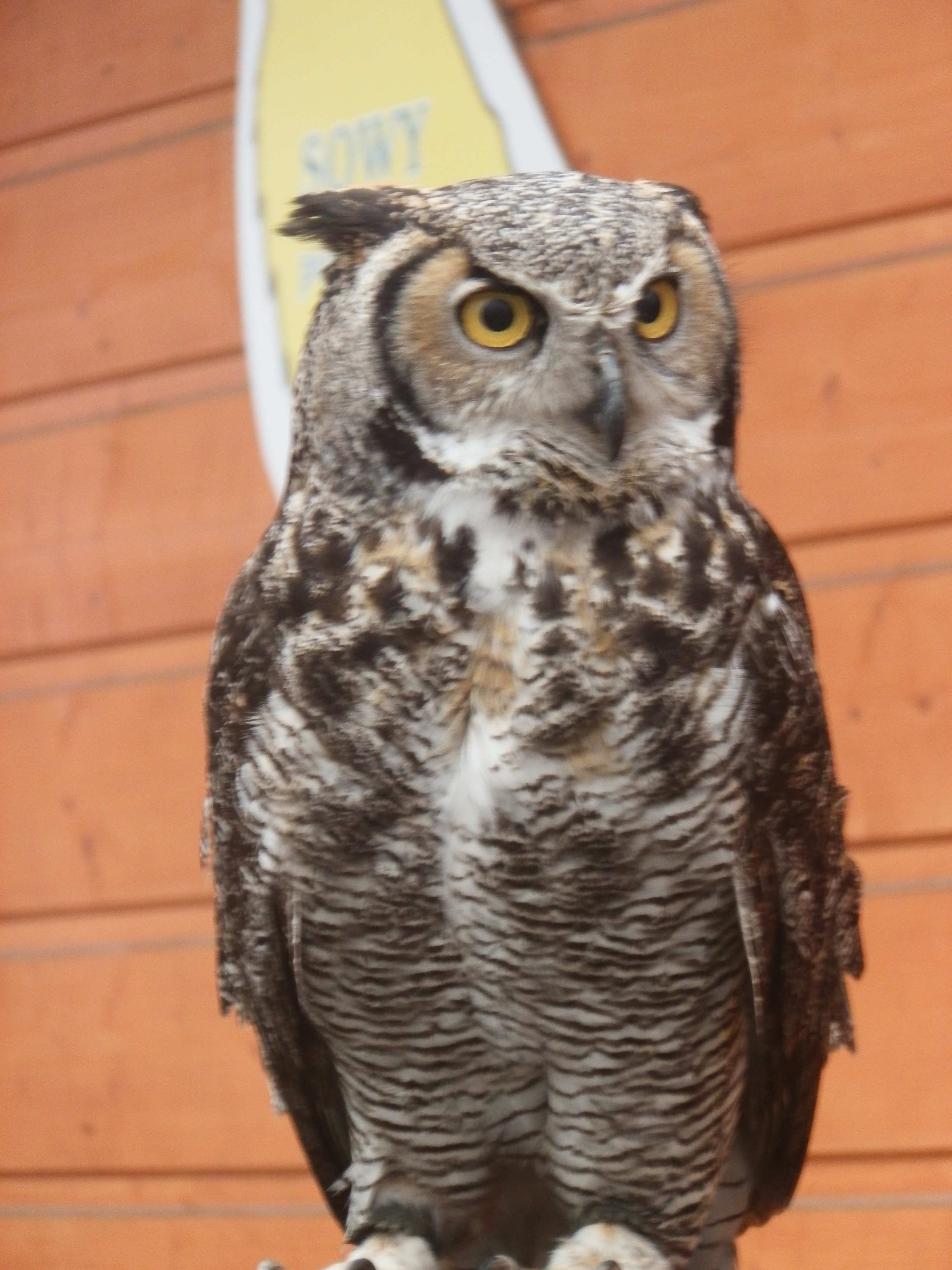
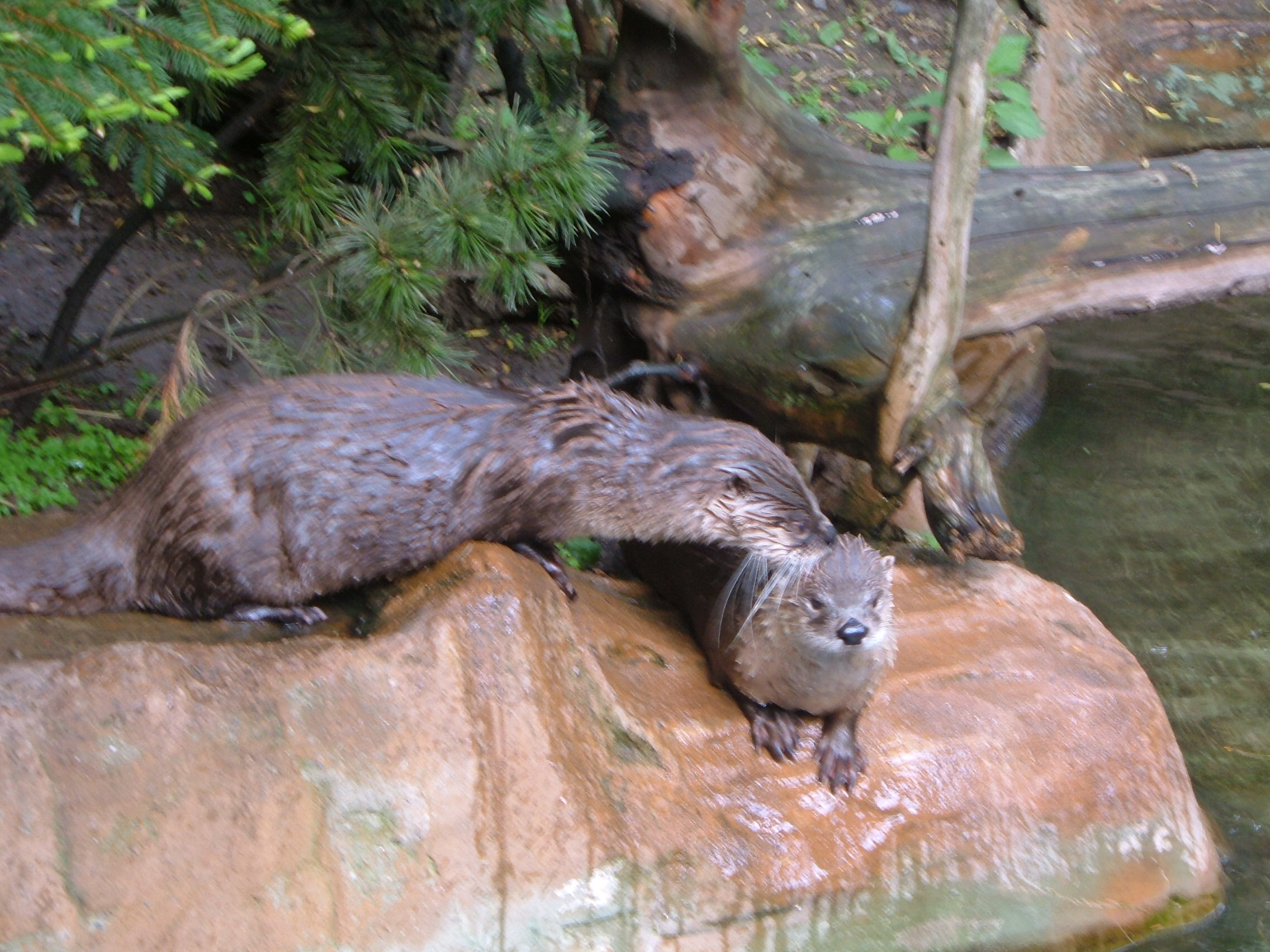
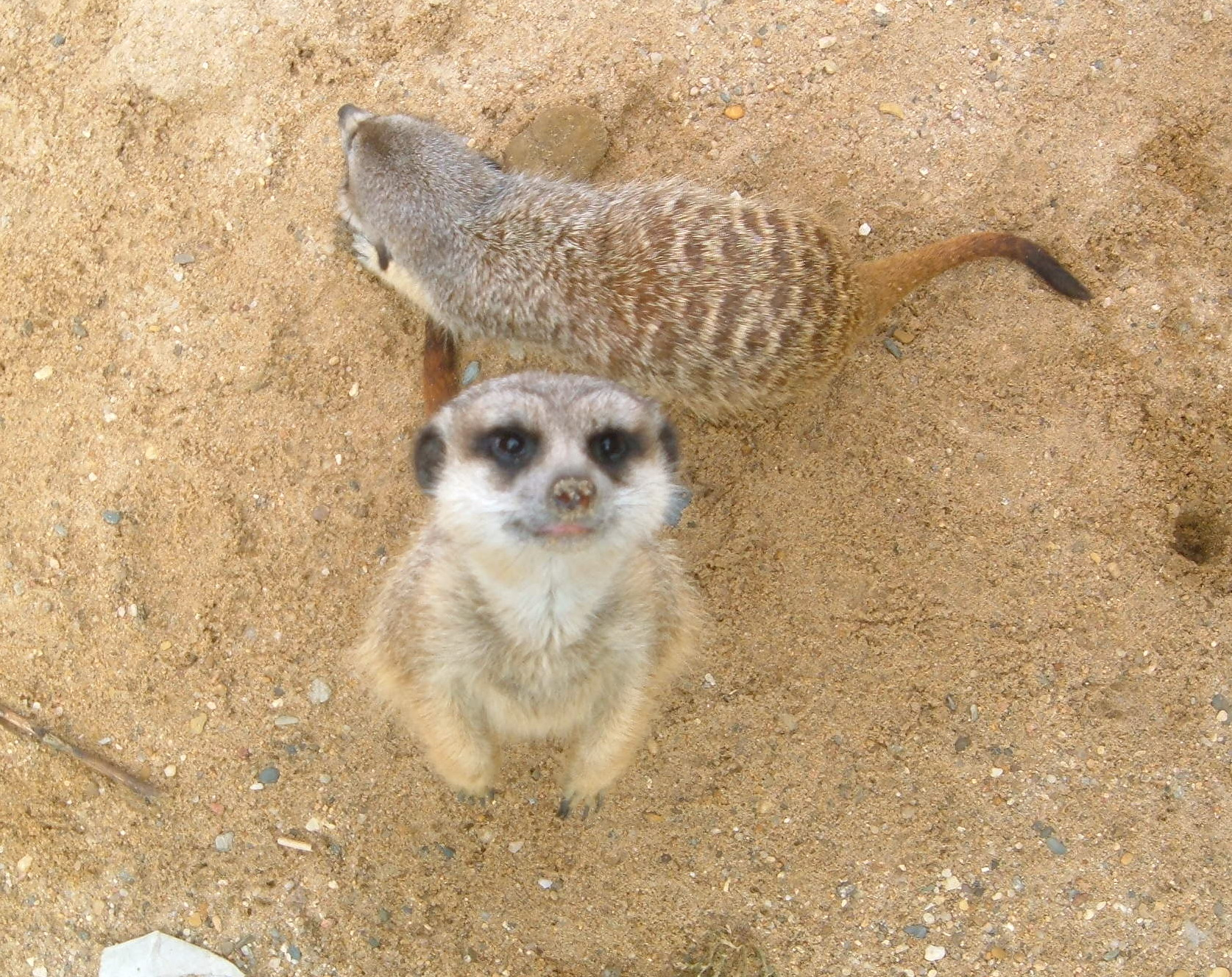

### Rostliny a dřevo
Všichni máme pevně zafixováno, že dřevo je hnědé. Jenže dřevo je příliš široký pojem, aby nám pro jeho - byť převládající - barvu stačilo jedno slovo. Květnaté popisy vzhledu dřeva jednotlivých dřevin v odborné literatuře nám příliš nepomohou. Vždyť co si představíte pod následujícím popisem? "Bělové dřevo je bělavé až hnědožluté, jádrové dřevo je načervenale hnědé, někdy fialově tónované, tmavne". Chcete-li takové dřevo vidět, podívejte se na obyčejnou kvalitní tužku - je to cedr.Přesto jsou obecně známy určité rysy dřevin a jejich převládající odstíny. Ty nám pomohou zapamatovat si nejběžnější odstín dané dřeviny. A tak mnozí ví, že třešeň je téměř červená, čerstvě pokácená olše oranžová, ořech tmavě hnědý, bříza téměř bílá. Samozřejmě, že při poznávání dřevin podle vzhledu hrají významnou roli také další znaky dřeva, jako dřeňové paprsky, zrcadélka, výraznost a rozestup letokruhů a podobně. Nicméně tyto podrobné znalosti již tak obecně rozšířeny nejsou.

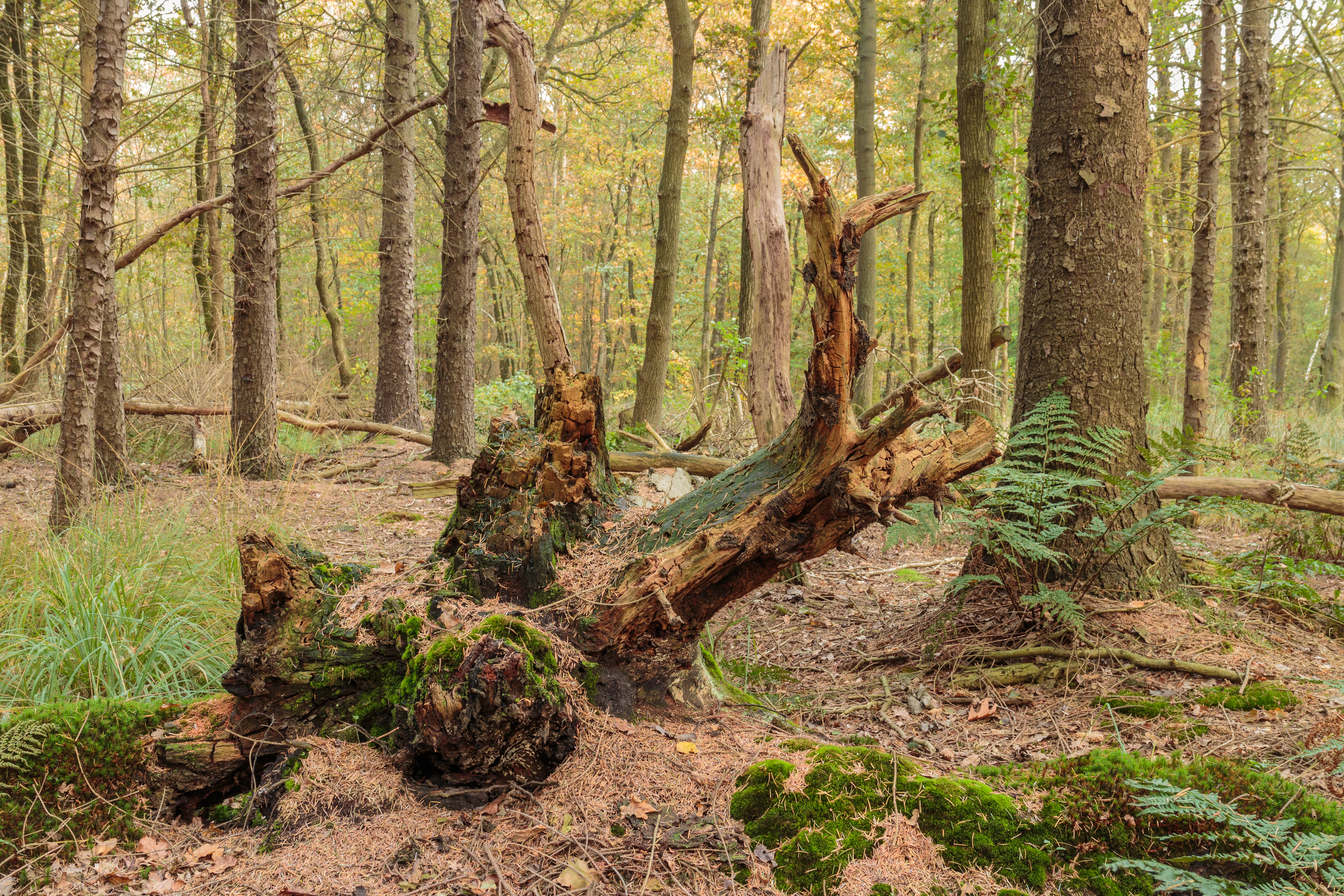

Charakteristika často používaných dřevin
Listnaté:
Dub
(Dub letní – lat. Qvercus robur) – dubové dřevo je jedno z nejžádanějších našich dřev. Barva dřeva je žlutohnědá. Typickým znakem jsou jeho výrazné dřeňové paprsky a velký obsah tříslovin. Dřevo je těžké, pevné, tvrdé, pružné, houževnaté a trvanlivé. Hodí se takřka na veškerou výrobu - jak ve stavebním truhlářství dveře, okna, schody atd., tak i v nábytkářství k výrobě masivního nábytku a i na výrobu krájených dýh. Dobře se lepí i moří.
Z našich dřev nejdéle vzdoruje nejen povětrnostním podmínkám, ale i střídání vlhka a sucha. Dříve se dubové dřevo využívalo na výrobu namáhaných součástí např. na výrobu mlýnských kol, pilotům k mostům a lávkám a na výrobě sudů. Kromě nábytkového a stavebního truhlářství s dubovým dřevem rádi pracovali a pracují řezbáři a sochaři, díky jeho dobré opracovatelnosti i napříč vláknům.
Buk
(Buk lesní – lat. Fagus sylvatica) – bukové dřevo patří z listnáčů k našim nejznámějším a nejpoužívanějším dřevům. Barva dřeva je světle hnědá až červenohnědá. Dřevo je pevné, lehce se štípe a impregnuje. Je málo odolné houbám a dřevokazným škůdcům. Využití v nábytkářském průmyslu, především k výrobě ohýbaného nábytku, lamel, překližek, krájených a loupaných dýh. Bukové dřevo proslavila firma Thonet známými „thonetkami". V neposlední řadě je výborné i na topení.
Jasan
(Jasan ztepilý – lat. Fraxinus excelsior) – barva dřeva je nažloutlá až žlutohnědá. Dobře se opracovává, soustruží i leští. Dřevo je pevné, tvrdé, houževnaté a z našich dřevin nejpružnější. Používá se proto na výrobu lyží, saní, topůrek či madel a dodnes se z něho zhotovuje sportovní nářadí. Z tohoto důvodu se používá převážně na výrobu sportovního nářadí a k výrobě masivního a dýhovaného nábytku. Běl je světlá, jádro bývá nepravidelně ohraničené tmavohnědé barvy. Výrazné letokruhy jasanového dřeva vytvářejí krásnou kresbu, která má na starém nábytku nazlátlý lesk.
Jilm
(Jilm habrolistý – lat. Ulkus carpinofolia) – barva dřeva je žlutohnědá. Dřevo je pevné, těžko obrobitelné s krásnou dekorativní kresbou, což je ceněno zvláště při výrobě okrasných dýh. Využívá se převážně na výrobu dýhovaného nábytku, bytových doplňků, obklady stěn a stropů, apod.
Ořešák
(Ořešák královský – lat. Juglans regia) – barva dřeva je šedohnědá, tmavě pruhovaná. Málo sesychá je tvrdé, pevné a pružné. Dobře se opracovává, ohýbá, soustruží, moří a leští. Využití v nábytkářství, výroba okrasných dýh - intarzií, v řezbářství a na výrobu drobných dekoračních předmětů.
Jehličnaté:
Borovice
(Borovice lesní – lat. Pinus silvestris) – dospívá stáří až 500 let, vzhledem k hluboko vnikajícímu kulovému kořenu, se dokáže borovice udržet i na velice příkrém a skalnatém terénu. Barva dřeva je nažloutlá, na vzduchu se vybarvuje až do červeno-hnědá. Bělové dřevo trpívá charakteristickým zamodráváním došeda, což se považuje u tohoto dřeva za vadu na kráse. Dřevo má vysoký obsah pryskyřice, tudíž lépe odolává hnilobě a dobře se impregnuje. Mořidla i nátěry přijímá hůře než smrk. Používá se převážně na výrobu oken, dveří, selský chatový nábytek. Největší nevýhodou při obrábění a broušení je však silné zanášení nástrojů a brusiva pryskyřicí.
Vejmutovka
(Borovice vejmutovka – lat. Pinus strobus) – jde o druh borovice pocházející ze Severní Ameriky a je jednou z nejčastěji vysazovaných cizích dřevin. Je schopná dosáhnout max. výšky 50-60m. a stáří 450let. Barva dřeva je žlutá až červenohnědá. Dřevo je lehké, měkké vhodné pro využití v nábytkářském průmyslu a drobné řezbářské a modelářské práce.
Modřín
(Modřín opadavý - lat. Larix decidula) – je to naše jediná jehličnatá dřevina u které na zimu opadává jehličí. Barva dřeva je červenohnědá s tmavě ohraničením okolo suků, což tvoří tzv. prstýnky. Dřevo má pěknou výraznou kresbu, nevýhodou jsou vypadavé suky. Díky velkému množství pryskyřic je modřínové dřevo trvanlivé, pevné a dobře se obrobitelné. Modřín je oblíbeným materiálem na obklady stěn a stropů, k výrobě schodů a zahradního nábytku.

## Kultura

### Hnědá kniha – o procesech s českým undergroundem
Publikace, kterou připravil Ústav pro studium totalitních režimů, obsahuje dokumenty zachycující soudní procesy s představiteli českého undergroundu. Název Hnědá kniha je odvozen od barvy obálky někdejšího samizdatového vydání těchto dokumentů.
„Hnědá kniha je vlastně náhoda. Když mi tehdy přátelé dali těch deset svazečků průklepového papíru, abych je nechal svázat, tak jsem šel za svým spřáteleným vazačem, který mi oznámil, že zadarmo mi na to může dát jen červené nebo hnědé plátno. Tak jsem vybral to hnědé. Dnes jsem tomu docela rád, protože nerad bych nyní představoval rudou knihu českého undergroundu. Hnědá kniha není četba jedním dechem, je to materiál ke studiu, ale lze z ní získat jakýsi dotyk tehdejší doby, a to jak v oblasti duchovního prožitku, tak v oblasti vědeckého bádání,“ řekl editor knihy František Stárek „Čuňas“ pro Ústavu pro studium totalitních režimů.

### Hnědé uniformy
Kamufláž, kterou hnědá přináší velkým důvodem proč se hnědá používala pro vojenské uniformy. Dalším důvodem byla lehká dostupnost.

#### Německo
Typickou se barva stala pro nacistické vojáky v druhé světové válce. Stranické uniformy vyráběla továrna člena strany NSDAP Hugo Bosse. Jak rostla moc Hitlera, i Boss začal omezovat výrobu běžného textilu ve prospěch uniforem a vojenského vybavení. Protože již pro Stranu šil a byl navíc jejím členem, měl lepší pozici při získávání těchto oficiálních zakázek, a udržel se tak v jediném segmentu textilního průmyslu, který rostl. Přesto až do roku 1938 vyráběla jeho společnost všechny druhy civilních oděvů. Teprve rok před začátkem války se přeorientovala na výhradní dodávání hromadných zakázek pro armádní účely.

#### Británie / Indie
V roce 1846 Indičtí vojáci jednotky Corps of Guides začali nosit nažloutlý odstín hnědé, později známý jako khaki. Slovo khaki pochází z Urdského slova pro prach a špínu, převzatého z dříve používaného perského slova pro zeminu.

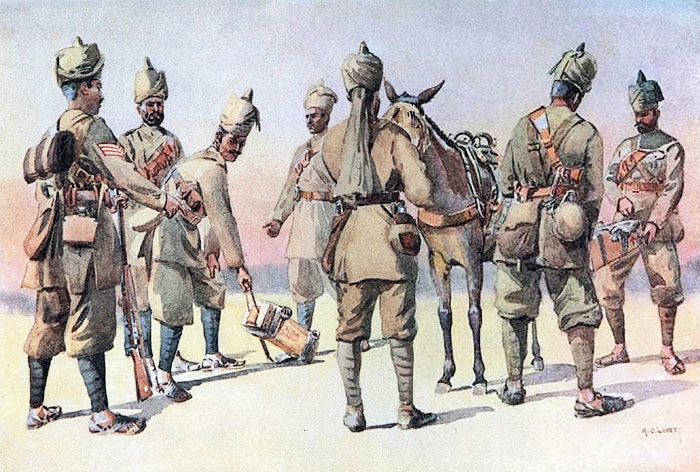
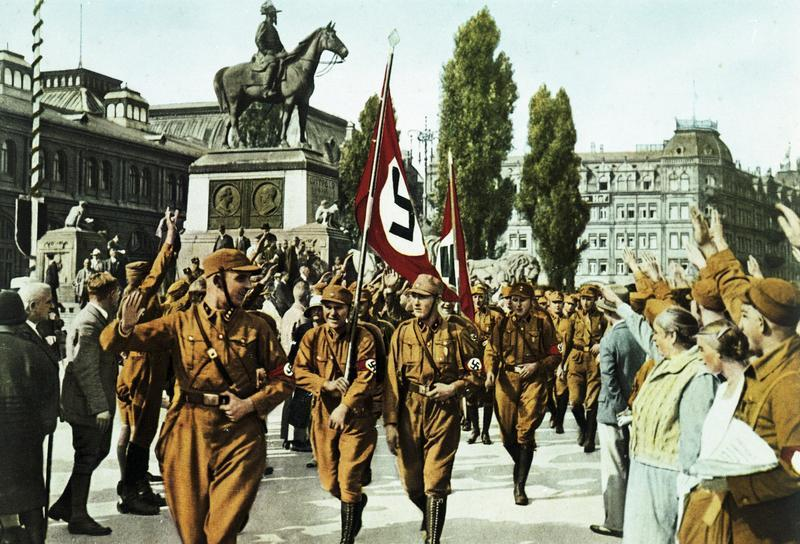

## Umění

### Pravěk
Z doby kamenné se dochovalo jen několik málo výtvarných projevů. Mezi nimi jsou i jeskynní malby, které jsou zhotoveny tehdy lehce dostupnými minerálními barvami (rudky, okry, mangany) pojenými vodou, organickým tukem, nebo močí. Roztíráním dosahoval malíř žlutých, červených, bronzových a také hnědých odstínů.
Nejznámějšími sochařskými projevy byly sošky venuší, dříve z hlíny a měkkých kamenů, později z pálené hlíny.

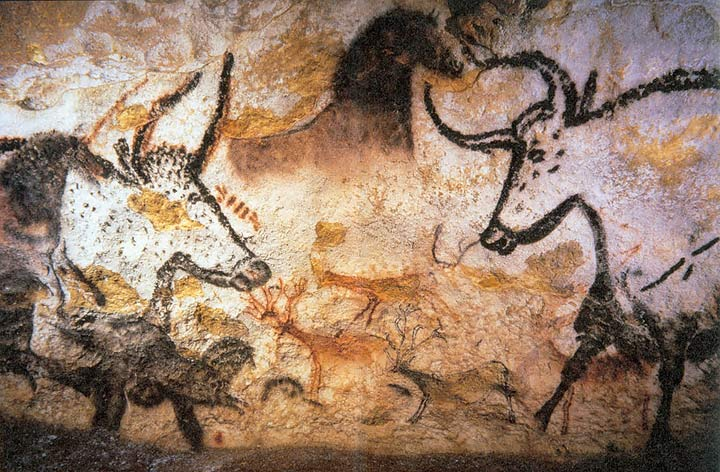
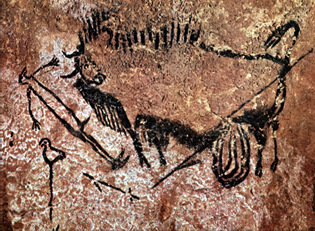
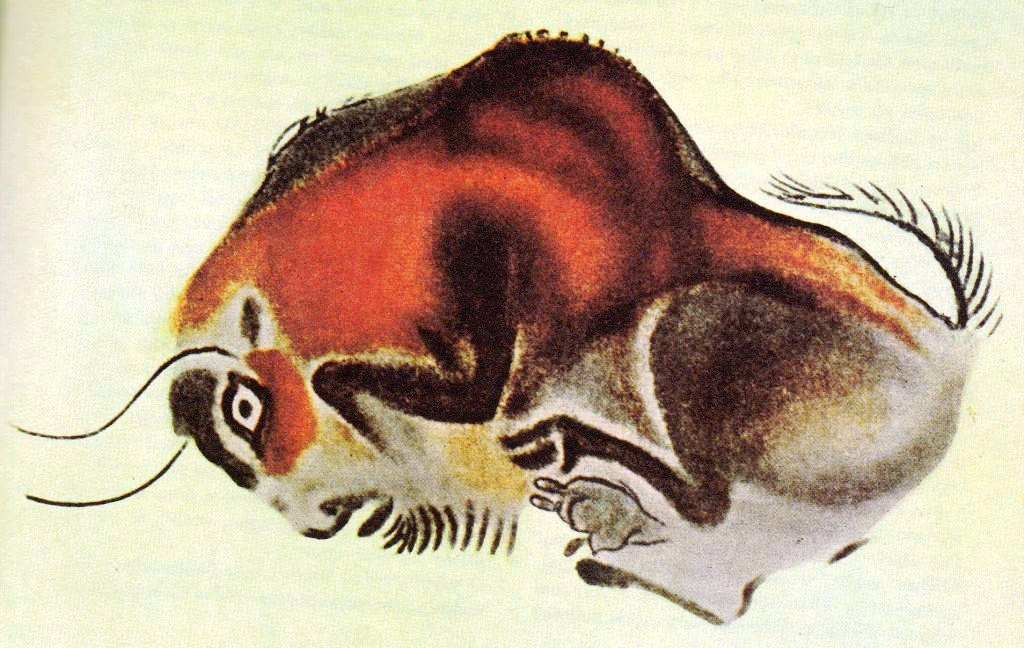

### Starověk
Ve starověkém Egyptě se tvořily nástěnné malby za použití nilského bahna a rákosu. V období nové říše malíři používali jasné temperové barvy (pojidlo arabská guma a vaječný bílek), jimž přikládali symbolický význam. Pro zobrazení mužské postavy používali tmavohnědou, nebo tmavooranžovou barvu, zatímco světležlutou u žen.
Starověcí Řekové tvořily charakteristické keramické (terakotové) nádoby. Keramika se stala jedním z hlavních vývozních artiklů, díky skvělému technickému zpracování, tak dekorativní uměleckou kvalitou.

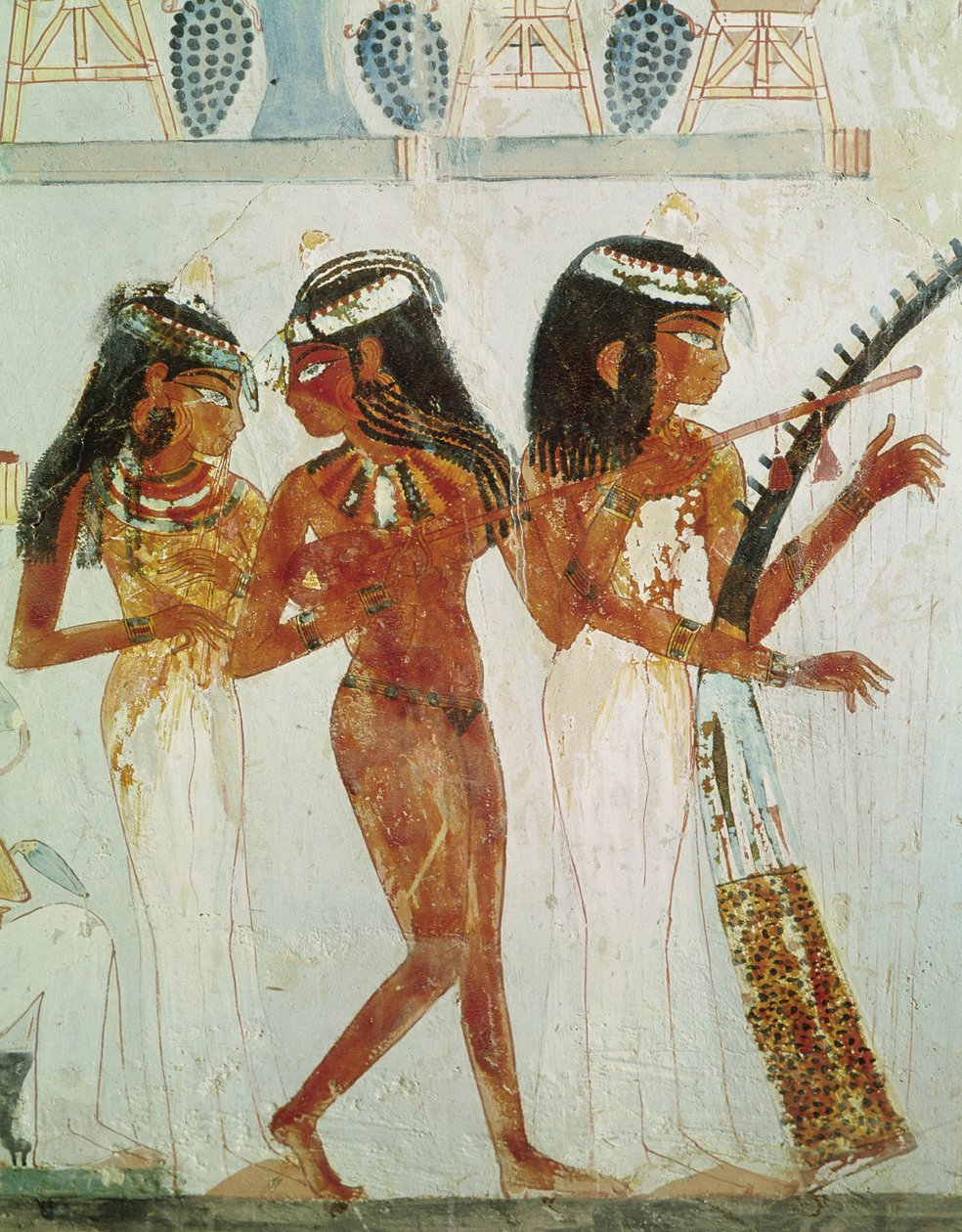
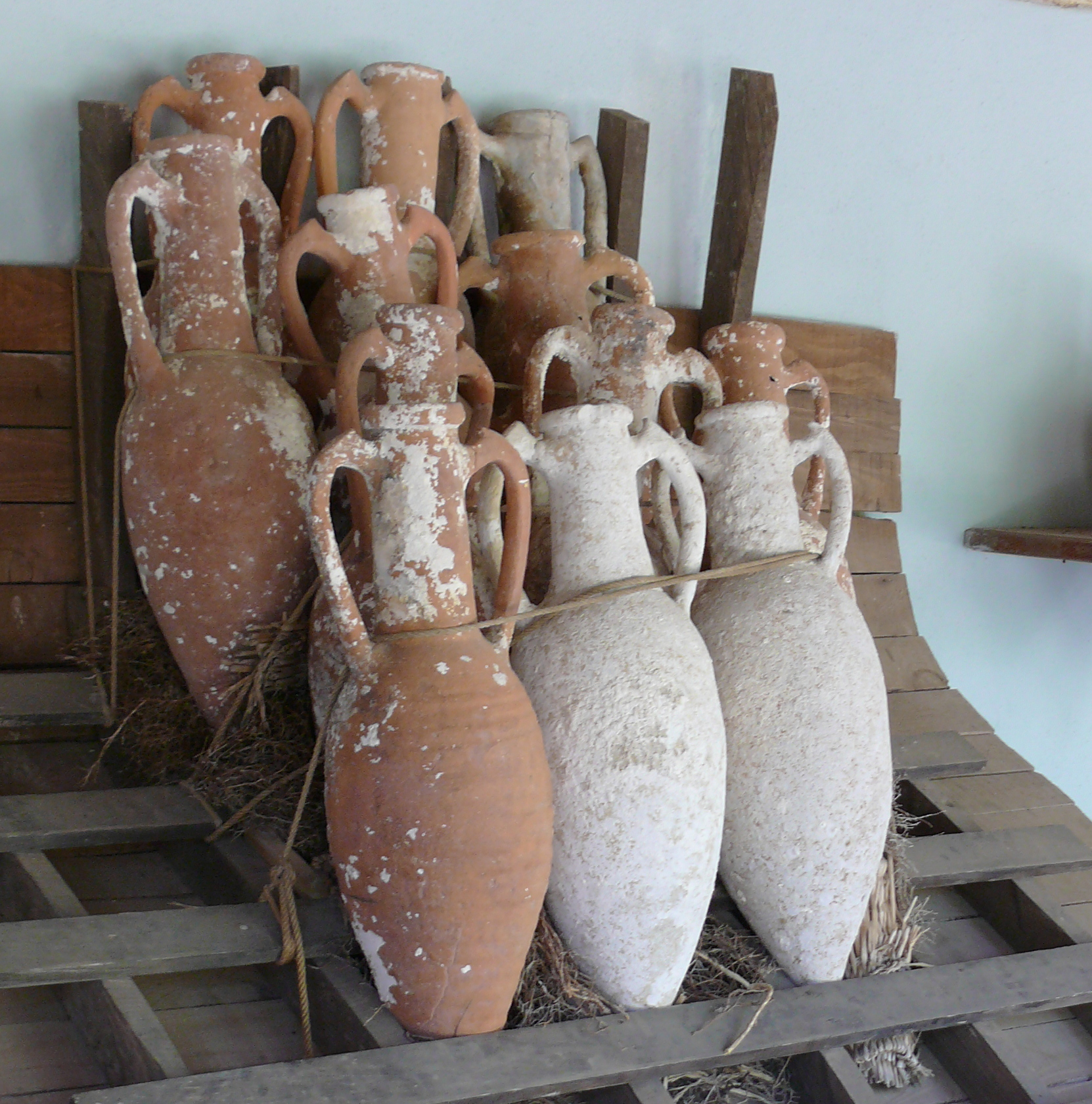
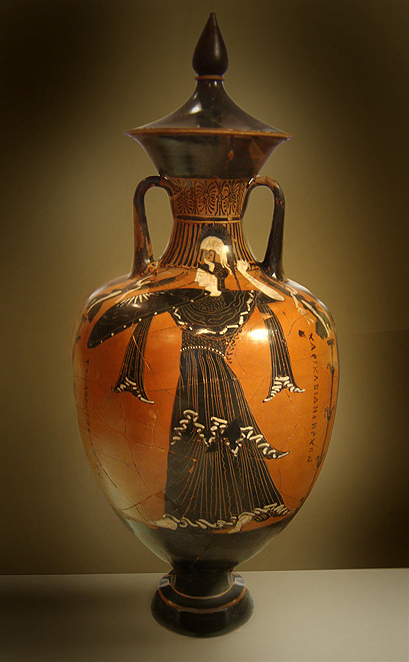

### Středověk
Období úpadku civilizace, ve kterém se nedařilo ani umění. Jedna z mála podob umění byly iluminace knih, nebo nástěnné malby (fresky), využívané k náboženským výjevům. Hnědé barvy se v malířství využívalo zřídka. Představovala barvu chudých.

### Novověk
Větší užití hnědé barvy můžeme pozorovat ke konci patnáctého století, když došlo k většímu rozvoji olejové barvy. Umělci v renesanci obyčejně používaly čtyři různé hnědé; čistá umbra, tmavě hnědá hlína těžená v okolí Umbrie v Itálii; sienna, načervenalá hlína těžená v Toskánsku blízko Sieny; pálená umbra, tmavší tón umbry vzniklý zahříváním a pálená siena, zahřívaná dokud tón načervenalé barvy dostatečně neztmavnul.
V období pozdní renesance se hnědá ve větší míře také vyskytovala v malbách pojatých šerosvitem. Umělci v tomto období u kterých můžeme pozorovat hnědé tóny jsou např. Jan van Eyck, Leonardo da Vinci, Caravaggio, Rembrandt Van Rijn, nebo Giorgio Vasari.
Kvůli rychlejšímu schnutí přidával Rembrandt do spodních vrstev svých malem Umbru. Rembrandt také začal užívat nový hnědý pigment zvaný Cassel earth pigment. Tento přírodní pigment tvořen z 90% organickou složkou, byl užíván Rubensem a Anthony van Dyckem, po kterém se ujak nový název barvy jako Van Dyckova hněď.

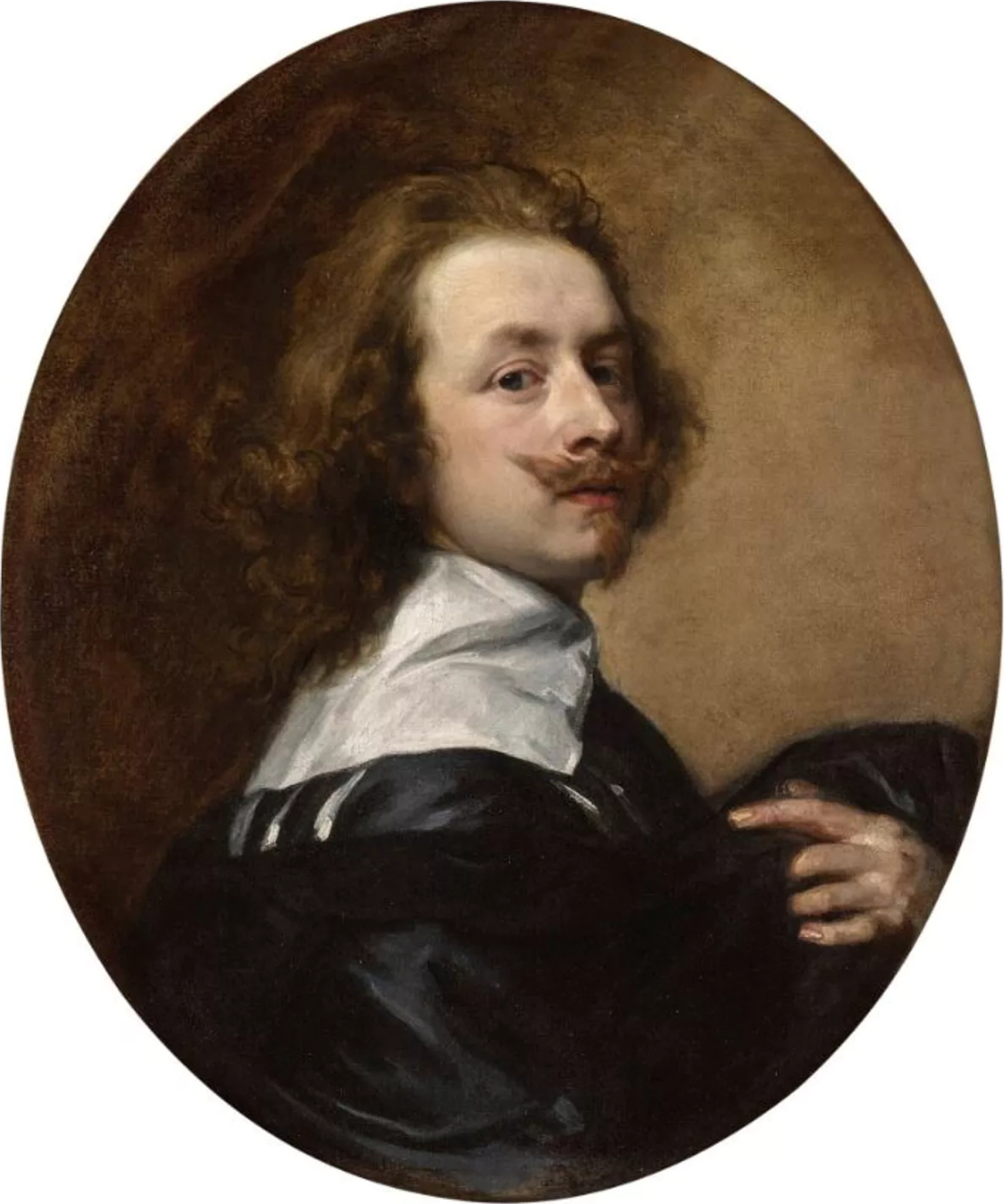

### Doba nejnovější
Vedoucí osobností postimpresionismu se stal Paul Gauguin, který ve svém období na Tahiti maloval snědé ženské postavy. Vůči impresionismu vystupoval kriticky. Lišil se od svých vrstevníků-impresionistů, kteří neměli hnědou rádi a více užívaly světlejších odstínů barev. Kromě obrazů začal na Tahiti tvořit také dřevěné sochy.

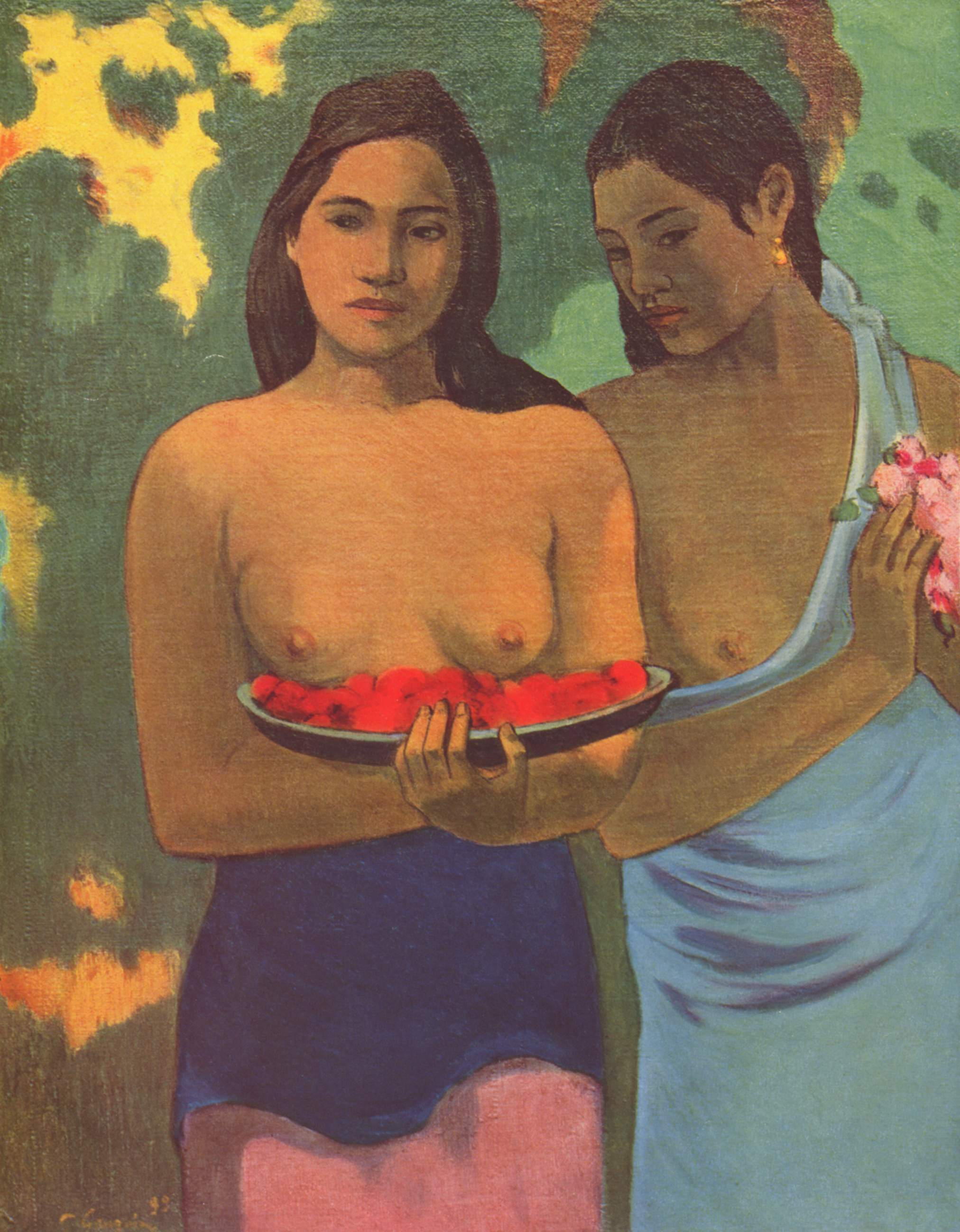
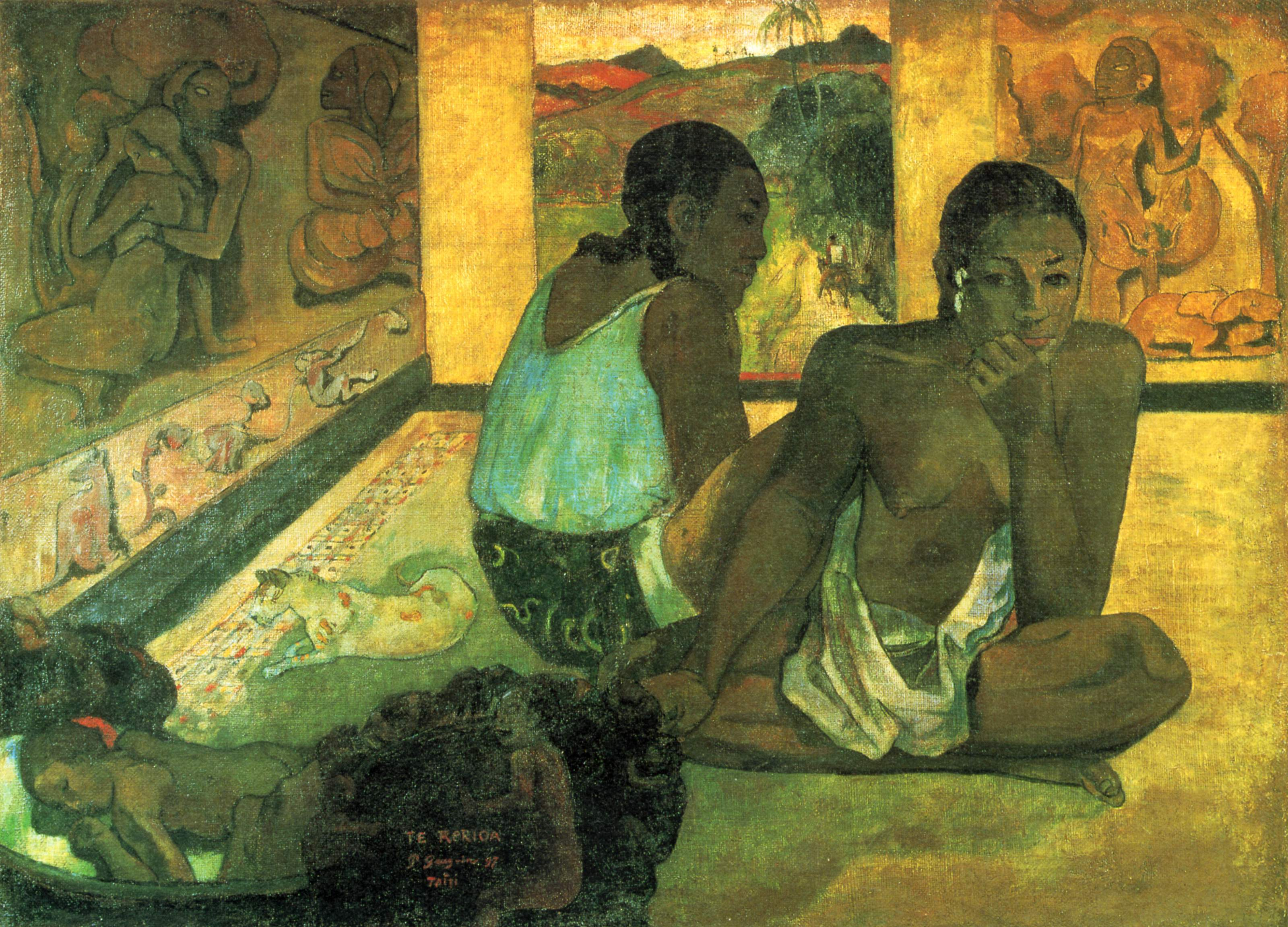
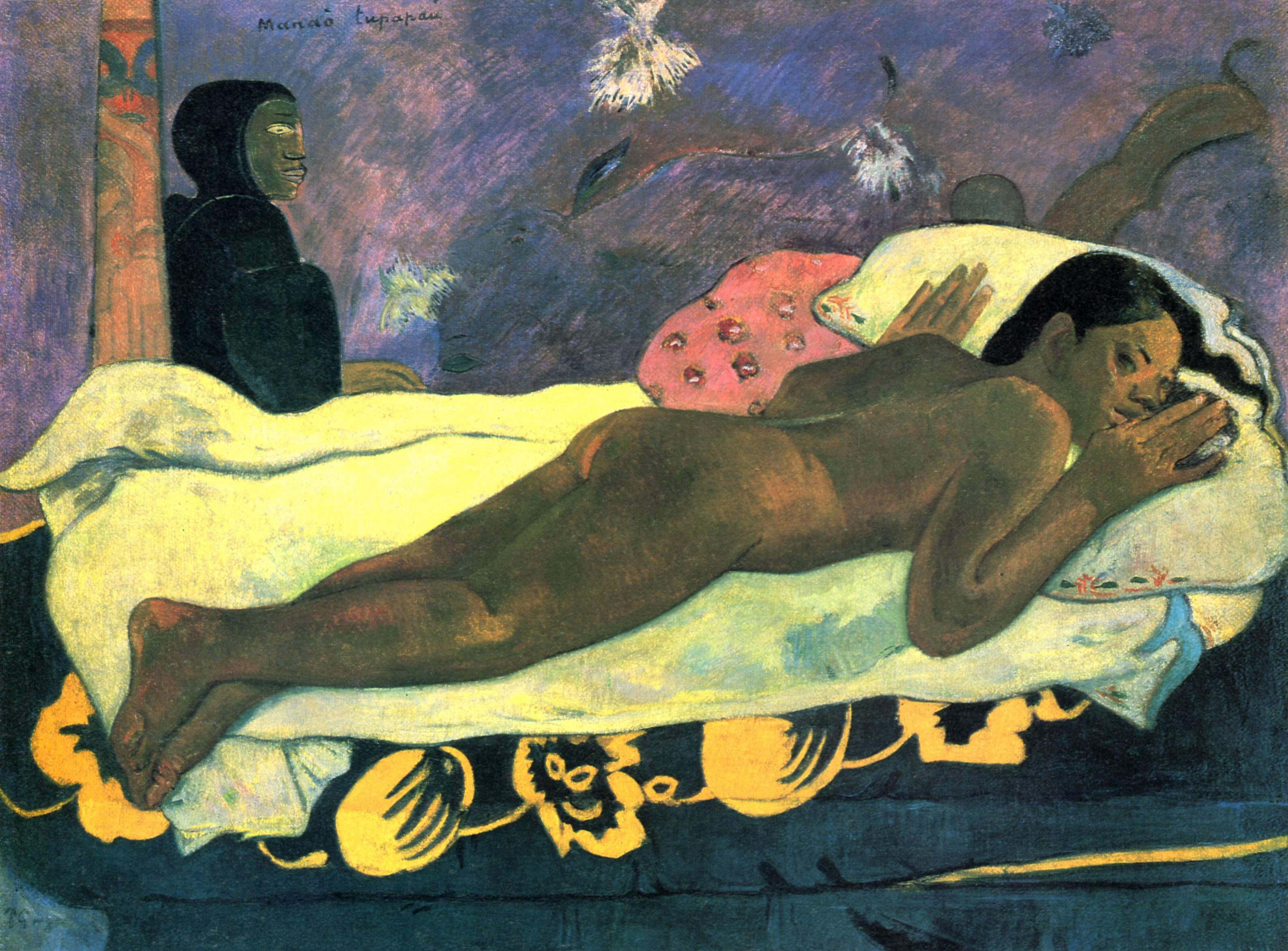

## Výrobky

### Hudební nástroje
Hnědá je typická barva hudebních nástrojů.

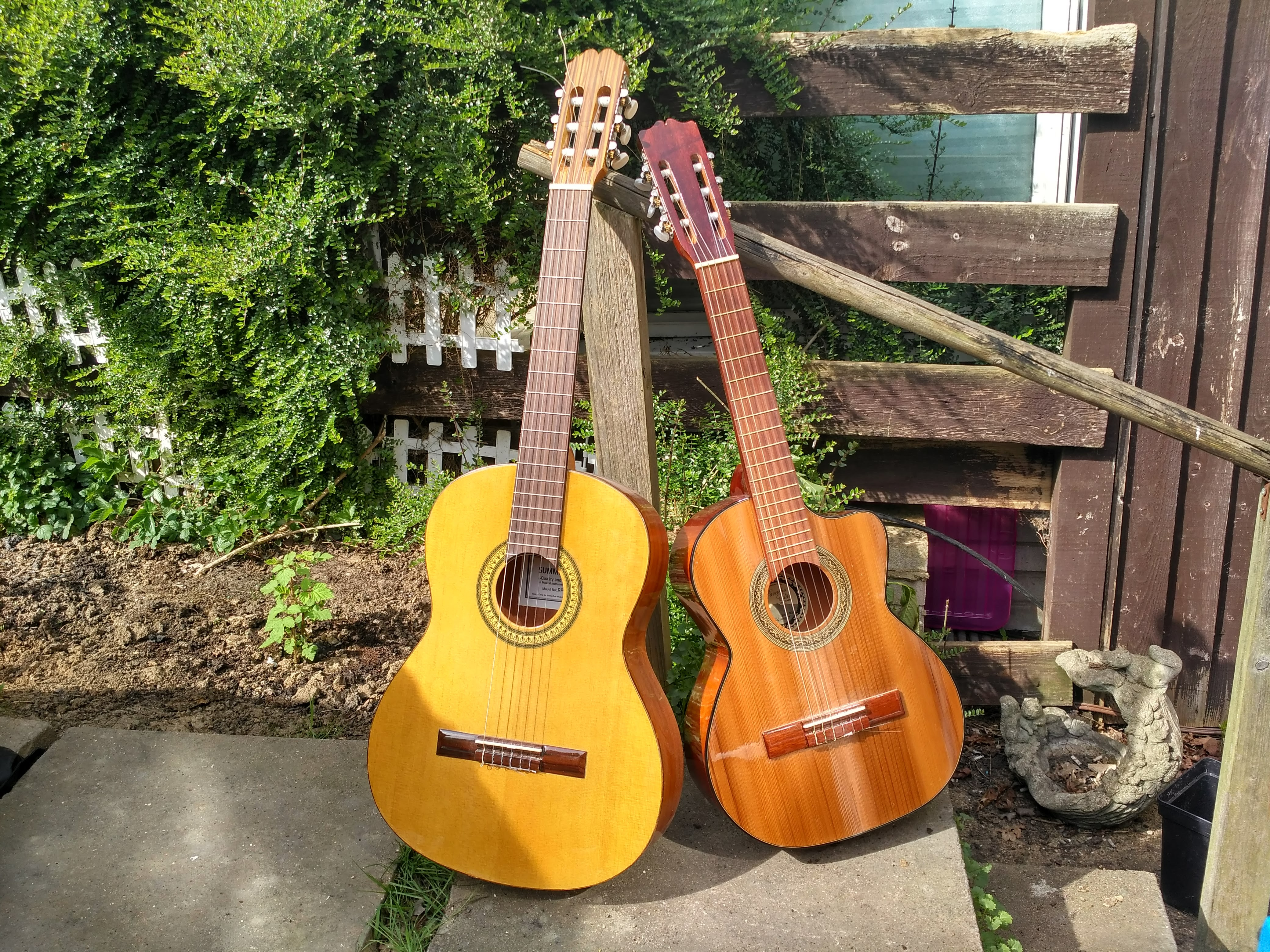
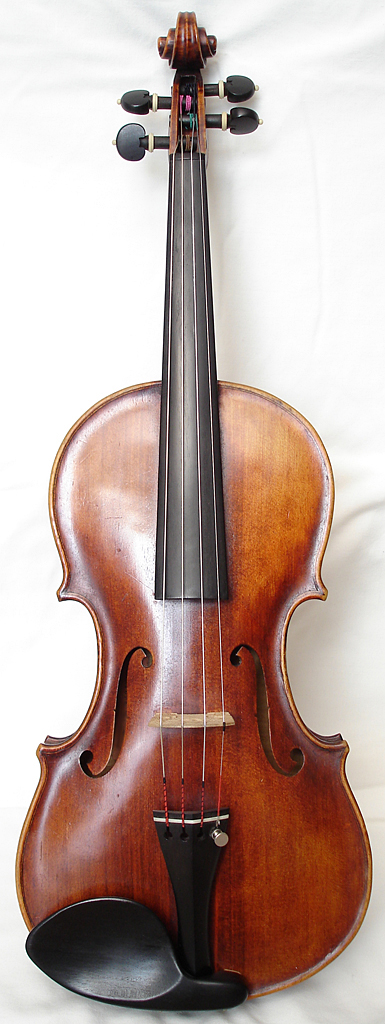
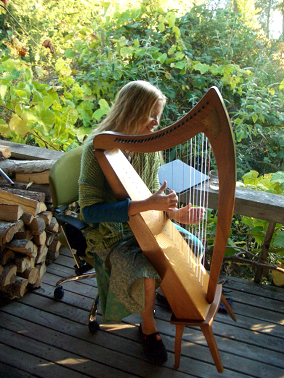

- Kytara
- Piano
- Housle
- Basa
- Banjo
- Flétna
- Harfa

### Nábytek
Vzhledem k pozitivním konotacím působení hnědé barvy na lidskou psychiku i v našich domácnostech se často setkáváme s nábytkem a interiérovými doplňky hnědé barvy. Často se zde objevují materiály typicky hnědé jako např.: dřevo, kůže, látky, nebo keramika.

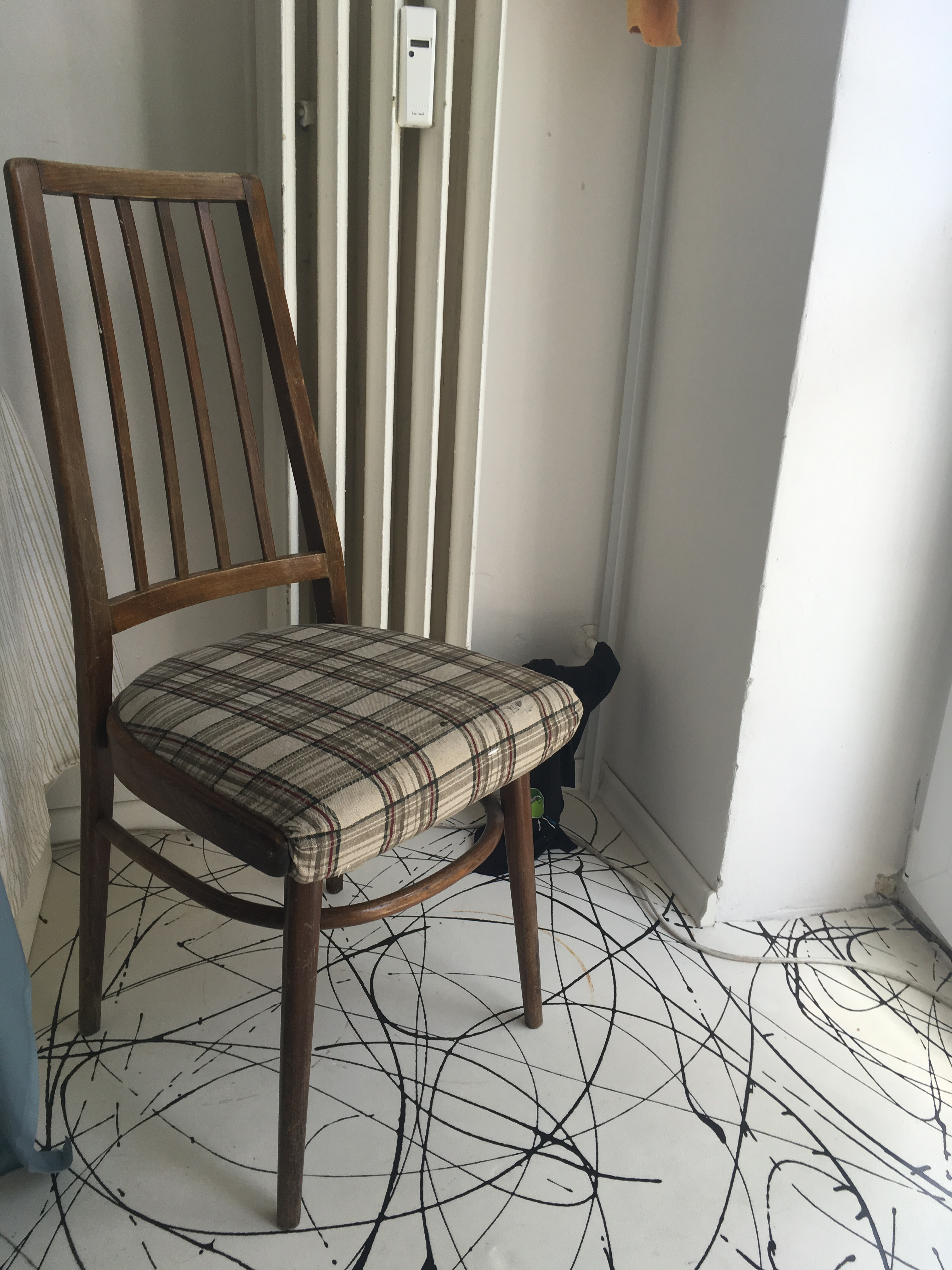
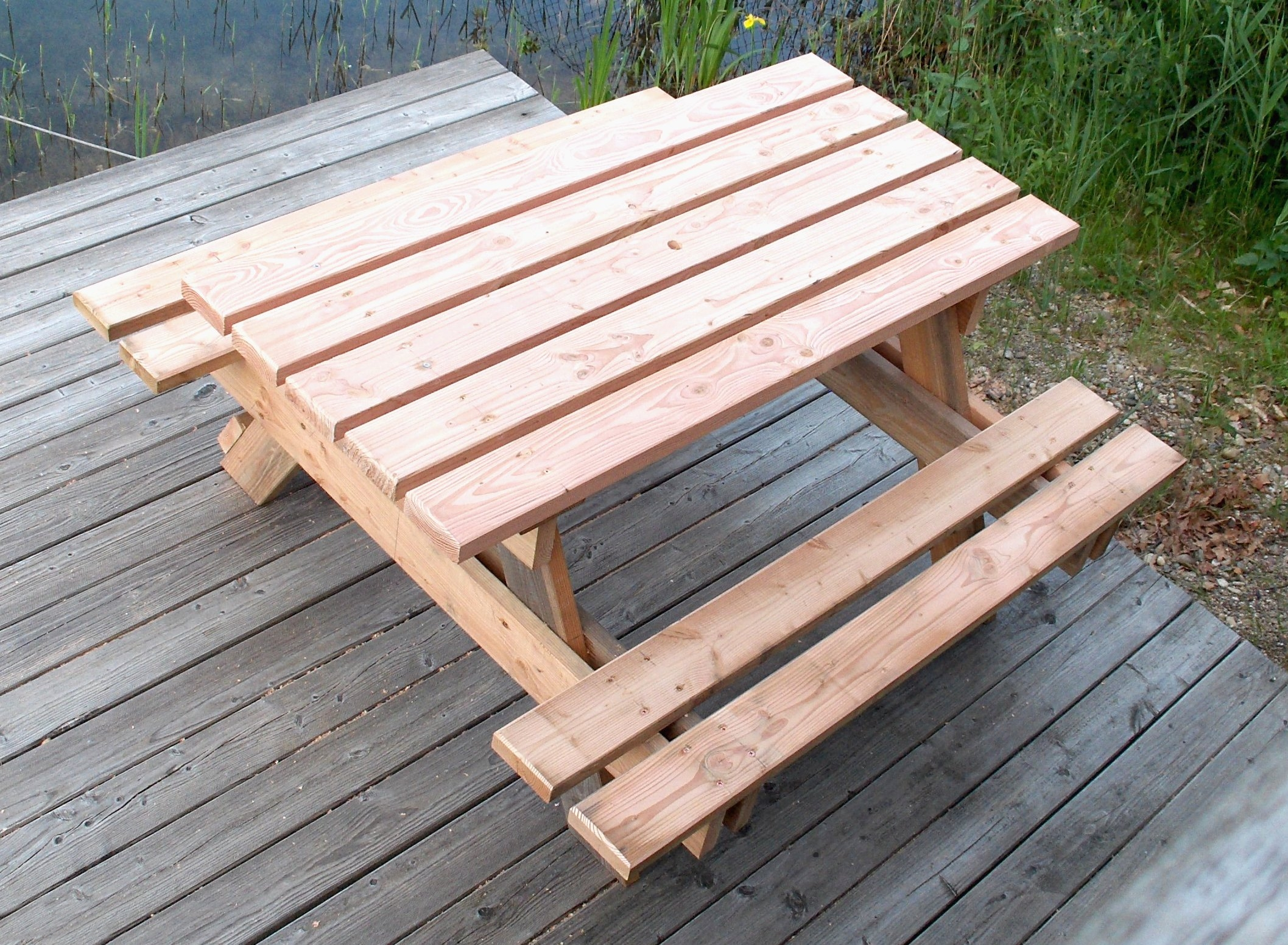
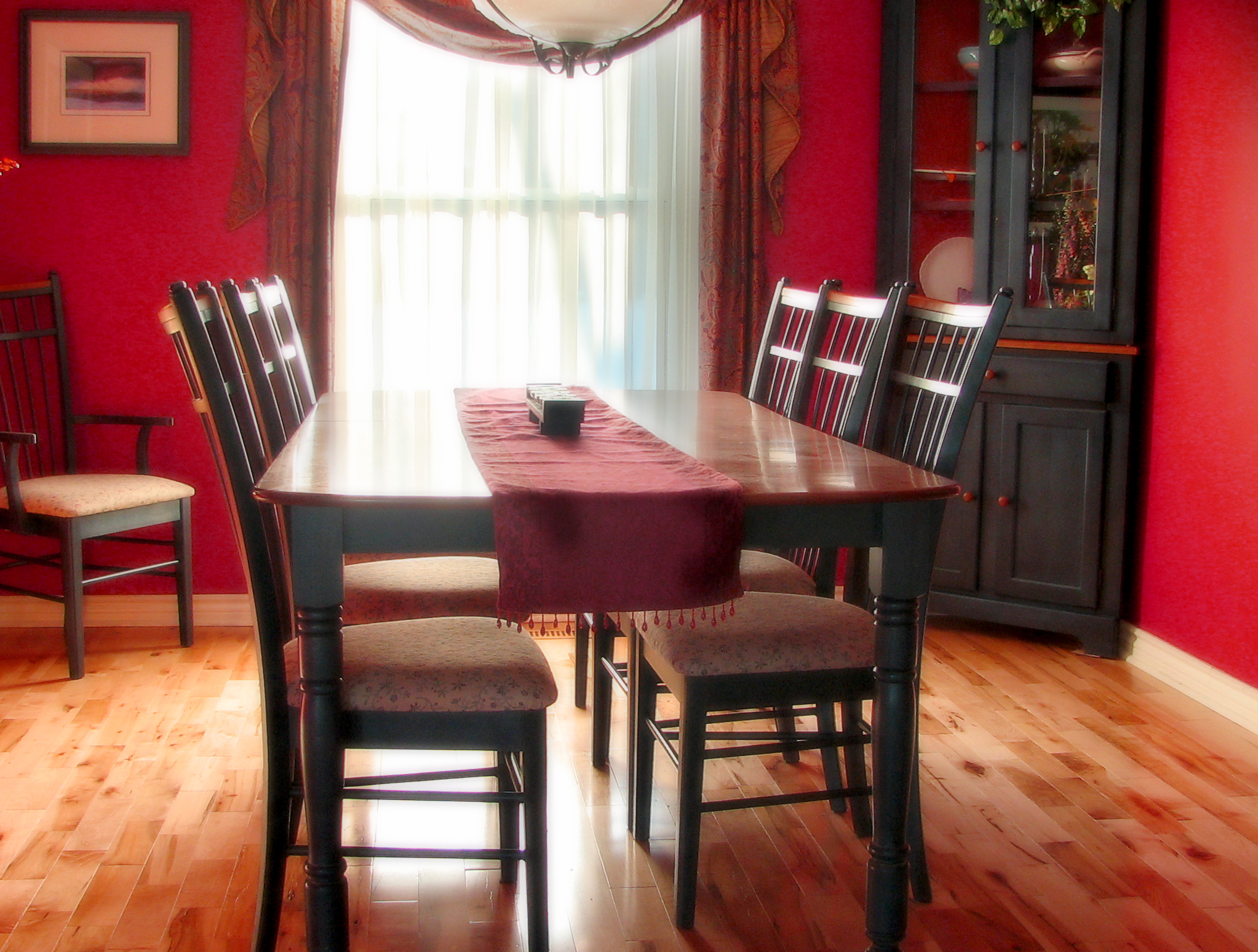

### Sklo
Sklo vyráběné ve druhé polovině 19. století bylo ve znamení historizujících slohů, především neorenesance. Až do sedmdesátých let se sklářské pece vytápěly dřevem. Potom začaly využívat generátorového plynu vyráběného spalováním dřeva nebo hnědého uhlí.
Jednotlivá barviva, tedy látky, které dodávají skleněným výrobkům požadovanou barvu, jsou přidávány již během výroby. Nejběžněji jsou přitom pro tyto účely používány nejrůznější kovy a oxidy. Menší množství kobaltu dodává sklu modrou barvu, mangan ve vyšších koncentracích zase ametystové zabarvení a společně s oxidem železitým barví skleněné výrobky hnědě.
Využití hnědého skla je rozmanité. Používá se nejčastěji na tekuté nápoje, laboratorní techniku, kuchyňské a kosmetické doplňky.
Hnědé sklo se třídí do zelených kontejnerů na barevné sklo.

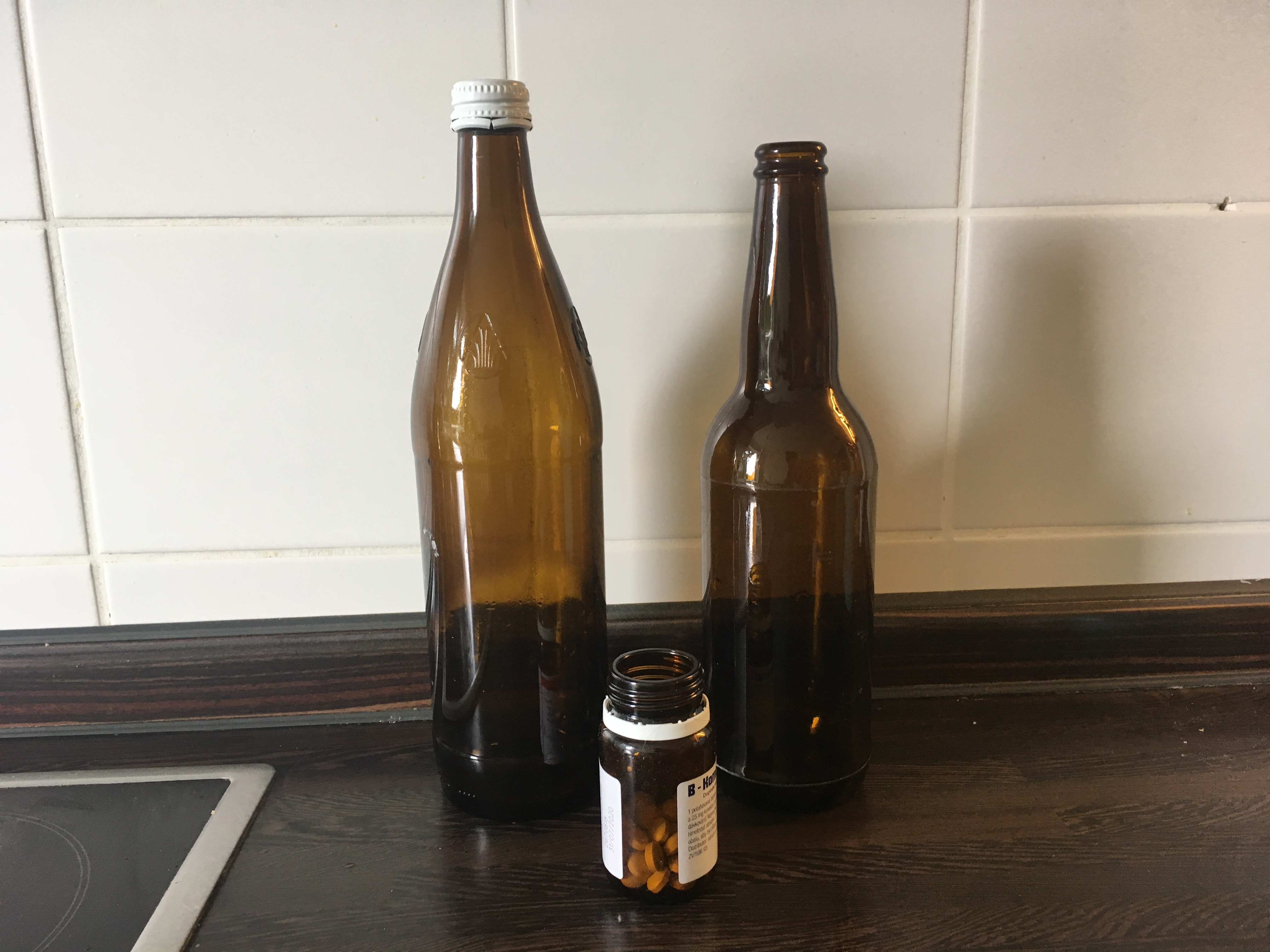
Různé nádoby vyrobené za použití hnědého skla.

### Papír
Mezi typicky hnědé papíry patří recyklovaný ekologický papír, tj. papír vyrobený ze sběrového papíru, který není bělený chlórem. Výroba tohoto papíru má kromě úspory samotného dřeva (na výrobu balíku 500 listů „dřevěného" papíru je potřeba 7,5 kg dřeva) i výrazně nižší další dopady na životní prostředí: spotřeba primární energie na výrobu je o polovinu nižší, spotřeba vody 5× nižší, zatížení odpadních vod je až 15× nižší. Kvalita recyklovaného papíru je srovnatelná s kvalitou papíru vyrobeného z primárních surovin a lze ho použít do většiny tiskáren a kopírek.
Papír hnědé barvy, který se používá na krycí vrstvy vlnité lepenky. Obsahuje minimálně 80% sulfátové buničiny a až 20% sběrového papíru.

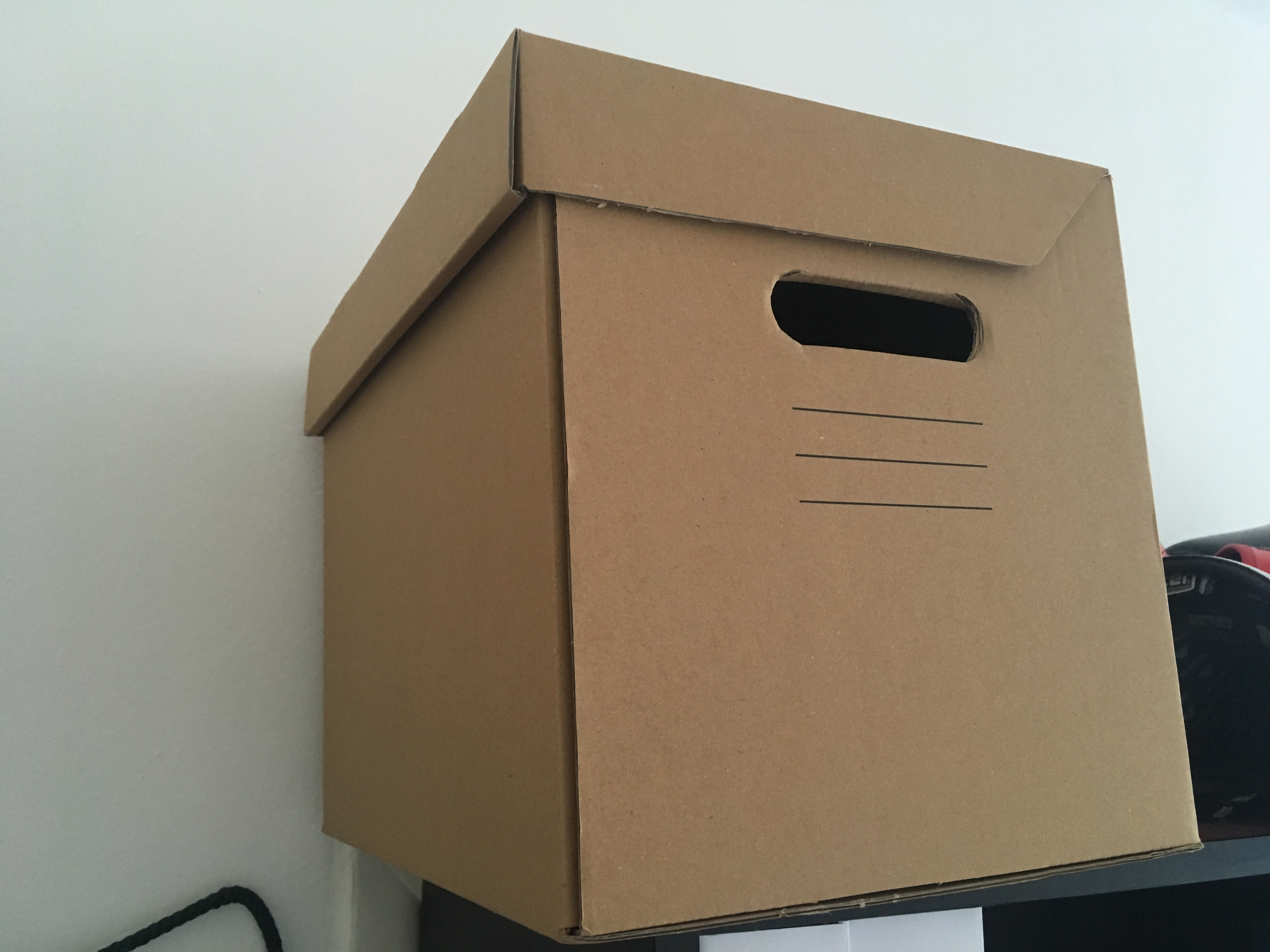
papírová krabice
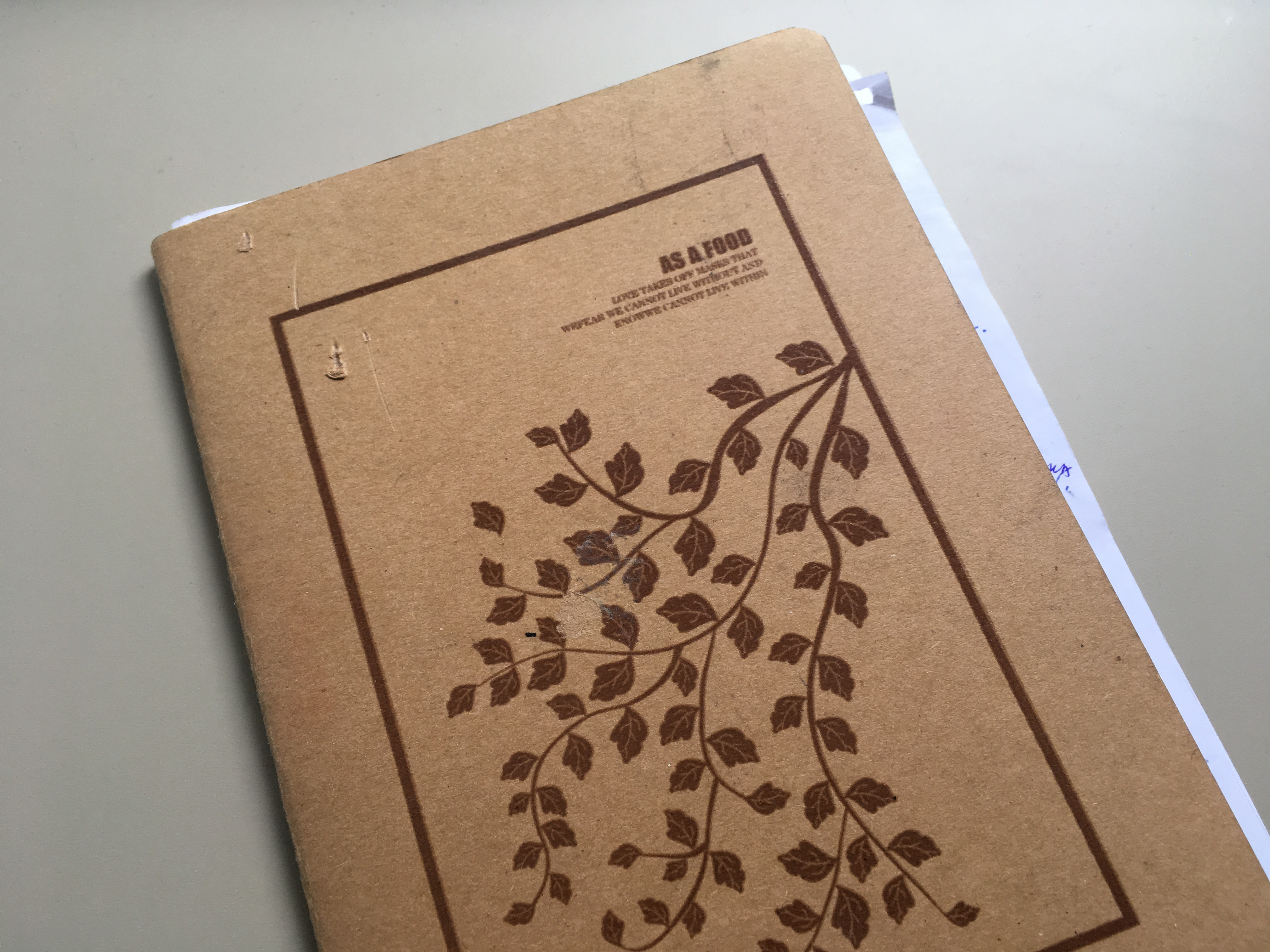
poznámkový blok

## Potraviny

### Druhy hnědých potravin
- Čokoláda
- Mandle
- Káva
- Hnědý cukr
- Karamel
- Hnědá rýže
- Čaj
- Vejce
- Univerzální hnědá omáčka
- Hnědý chléb
- Javorový sirup
- Arašídové máslo
- Datle
- Rozinky
- Preclíky
- Houby
- Hnědé těstoviny

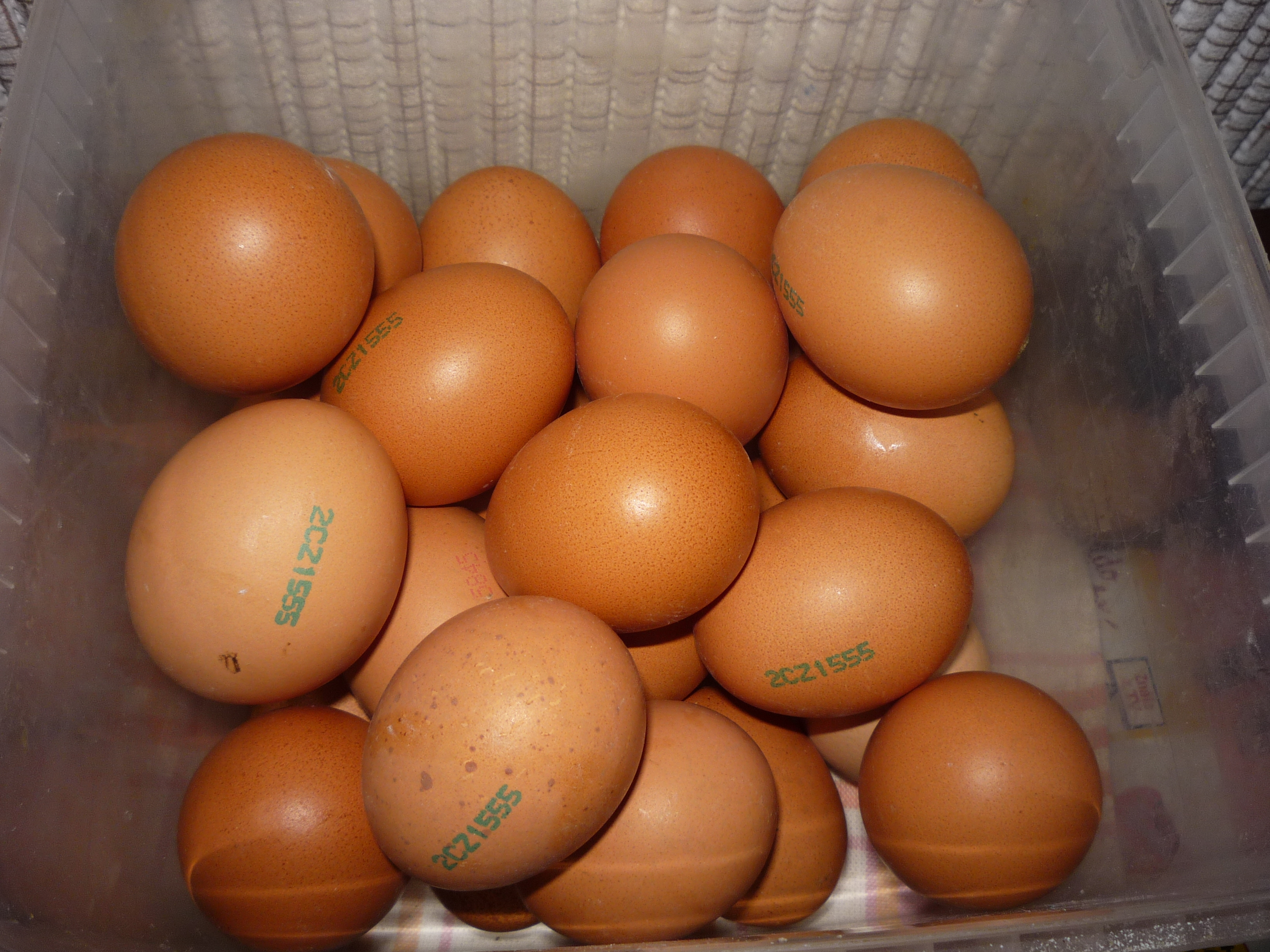
vajíčka
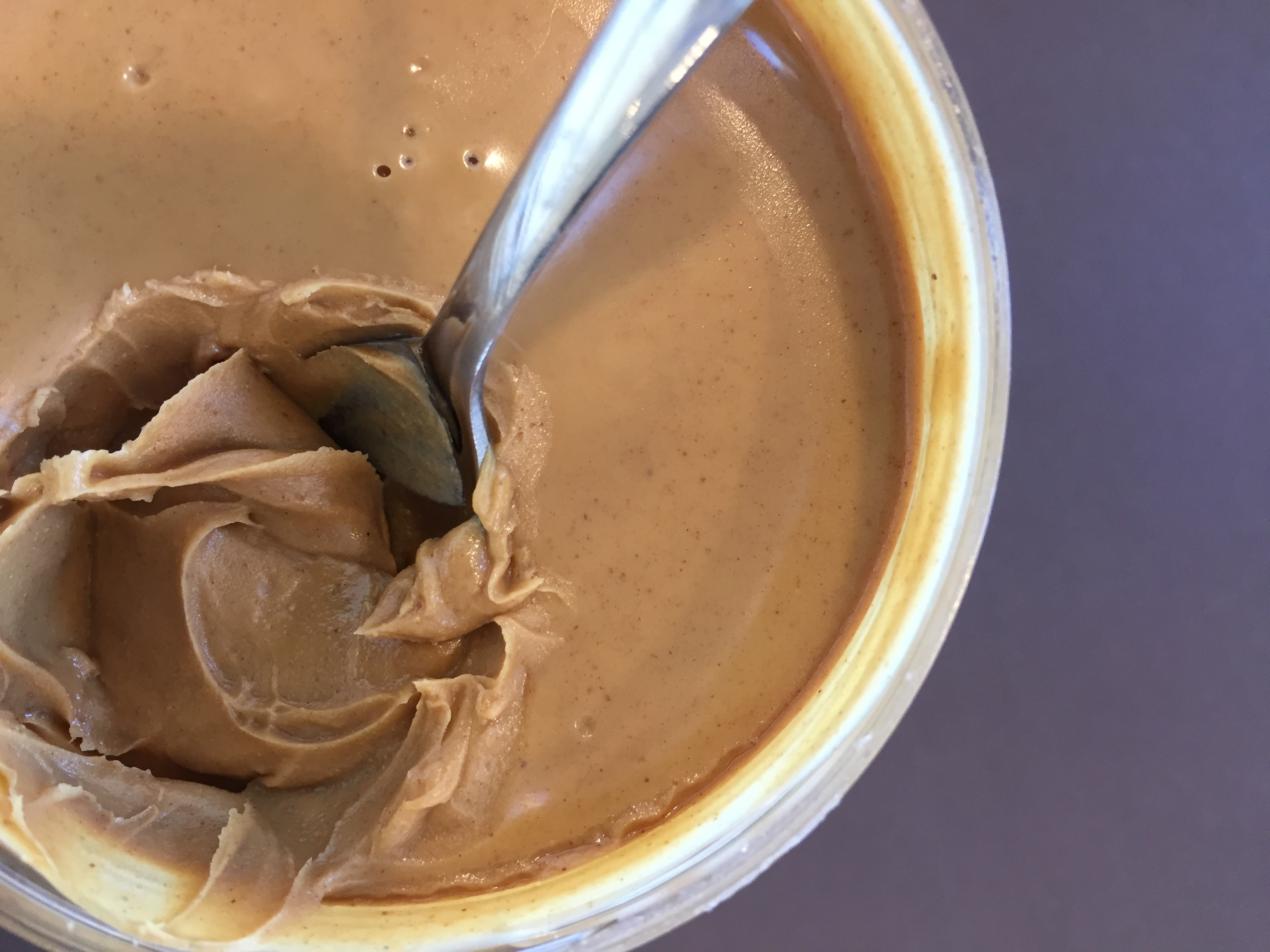
arašídové máslo
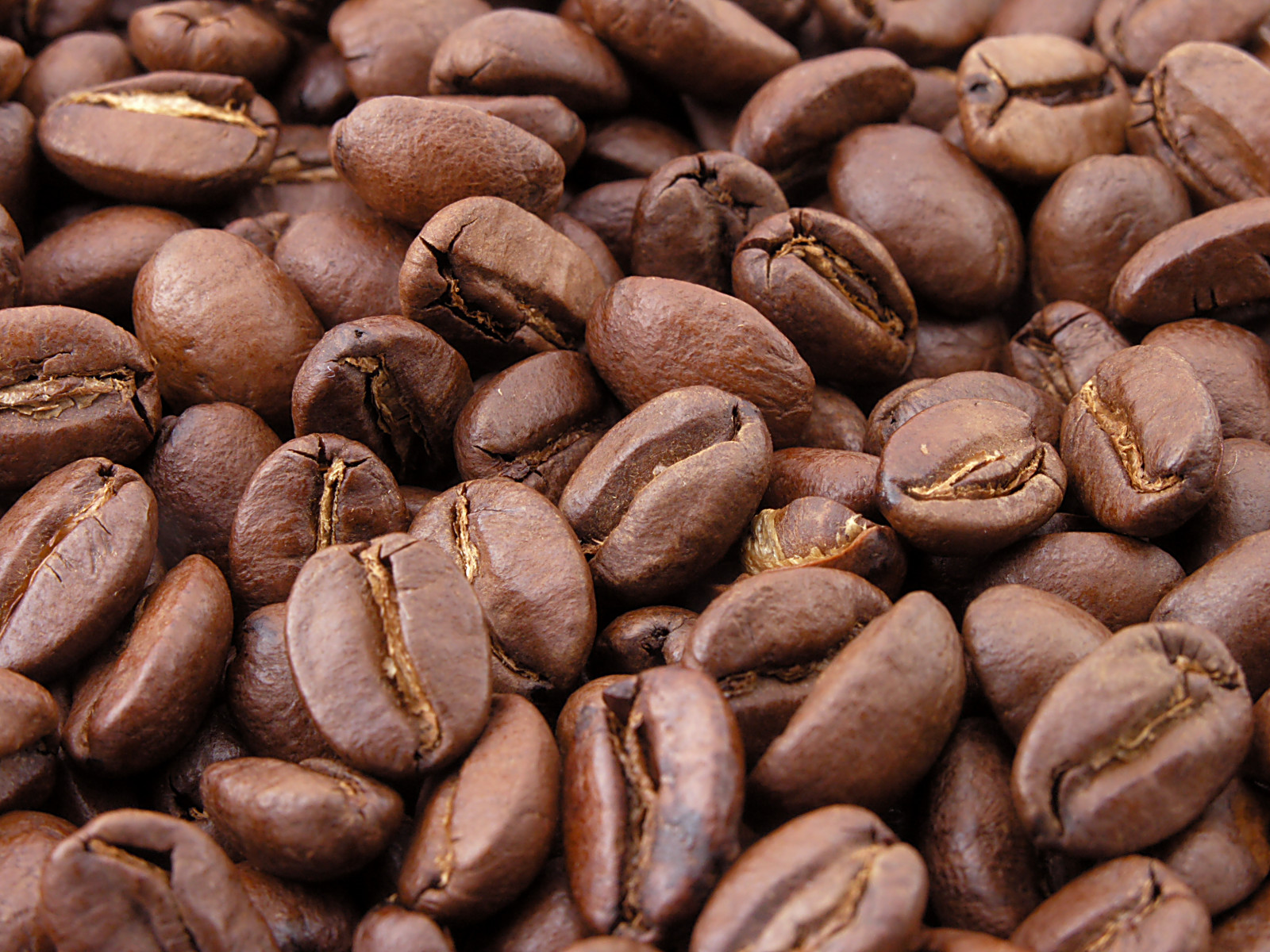
káva
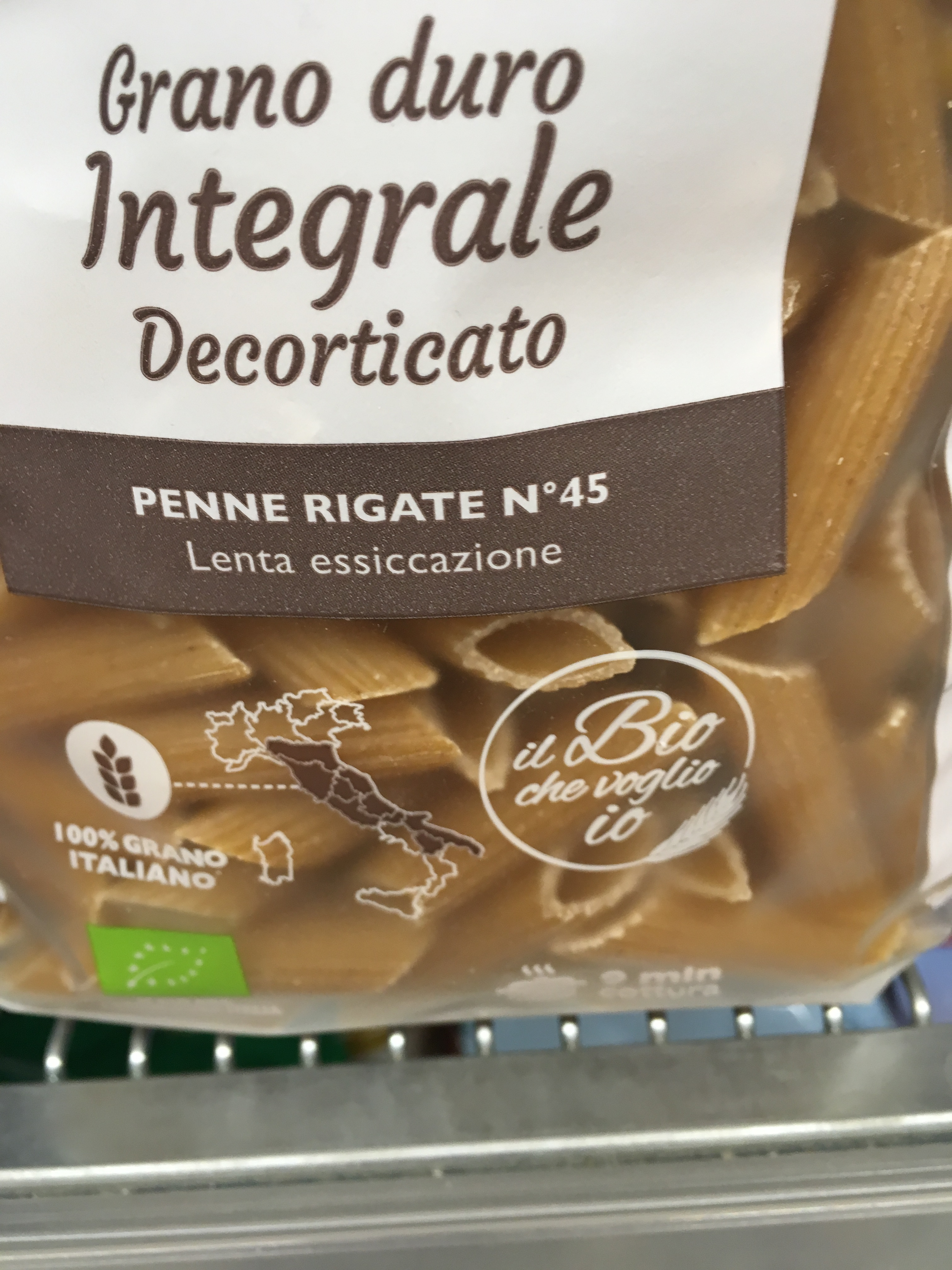
těstoviny

### Bioodpad
V České republice na organický odpad z domácností slouží hnědé kontejnery a popelnice. Zavedením speciálních sběrných míst pro bioodpady se ušetří až 18% místa v popelnici na běžný směsný odpad. Důvody pro využití organického odpadu jsou jasné – lze ho zúročit jako humus a příměs do půdy na zahrádce nebo přidáním do květináčů. Efektivně vzniká nejúčinnější podoba přírodního „hnojiva“ a největším bonusem je absence jakýchkoliv chemikálií.

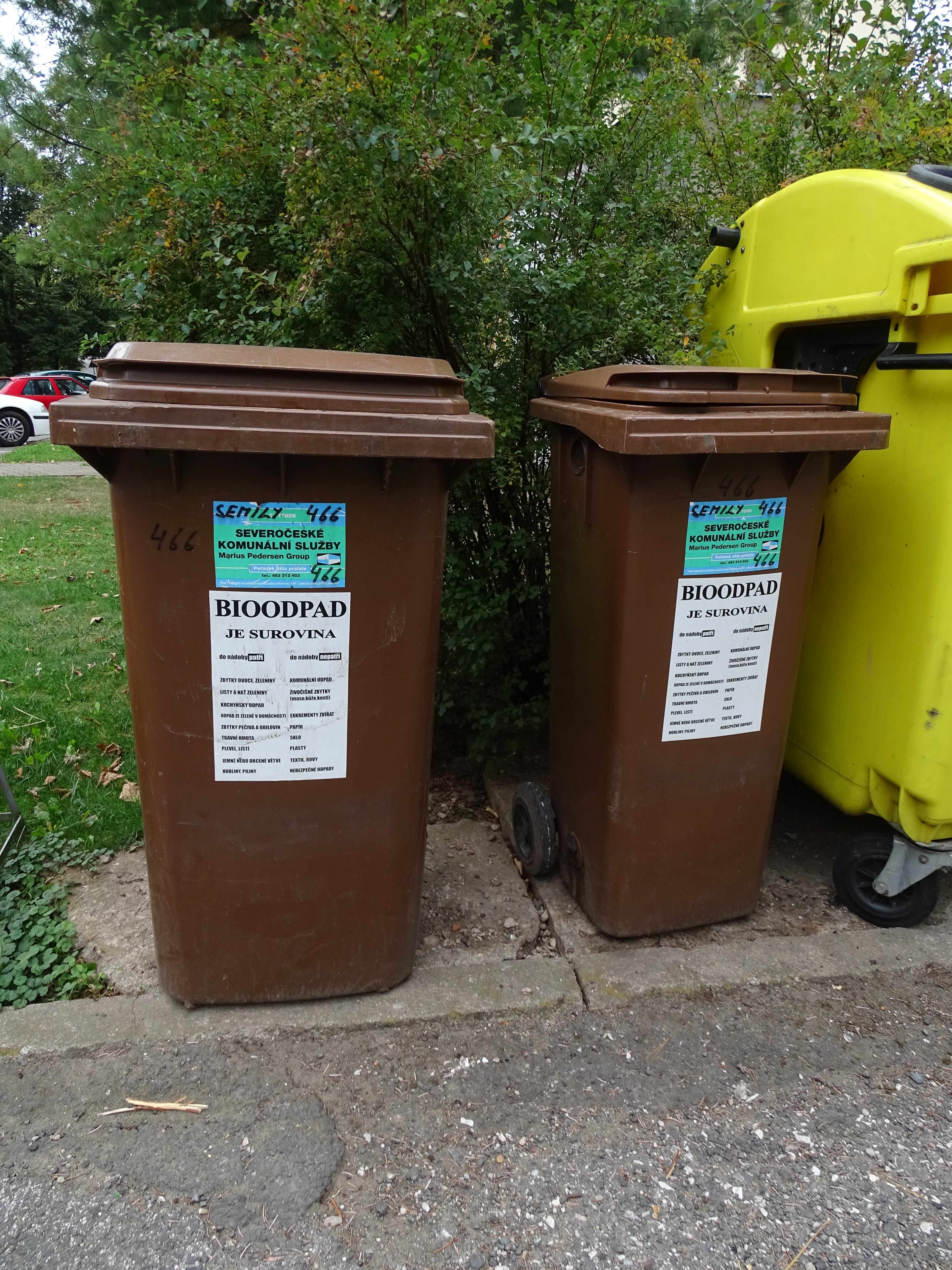
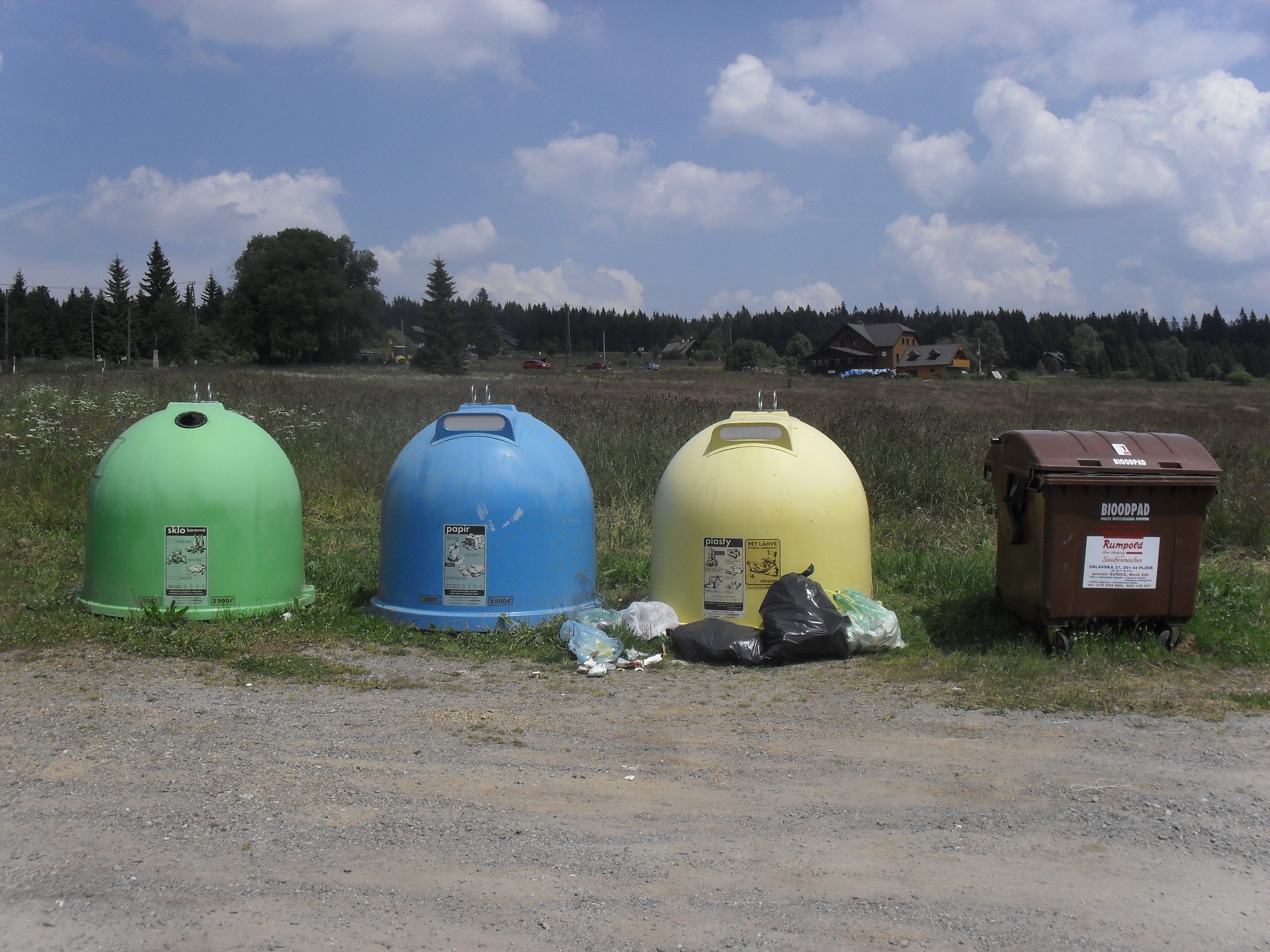

### Hnědá hniloba
chemický, biologicky podmíněný proces ve vlhkém prostředí s nedostatečným větráním, při kterém dochází k rozkladu organických látek hlavně houbami a bakteriemi bez přístupu kyslíku. Podle průběhu rozkladných procesů se rozlišuje hniloba suchá, měkká a mokrá.
Velké procento potravin mění v procesu hnití barvy a právě hnědá je pro tyto fáze rozkladu typická.
Pro hnití jsou typické barvy i černá, bílá, zelená.

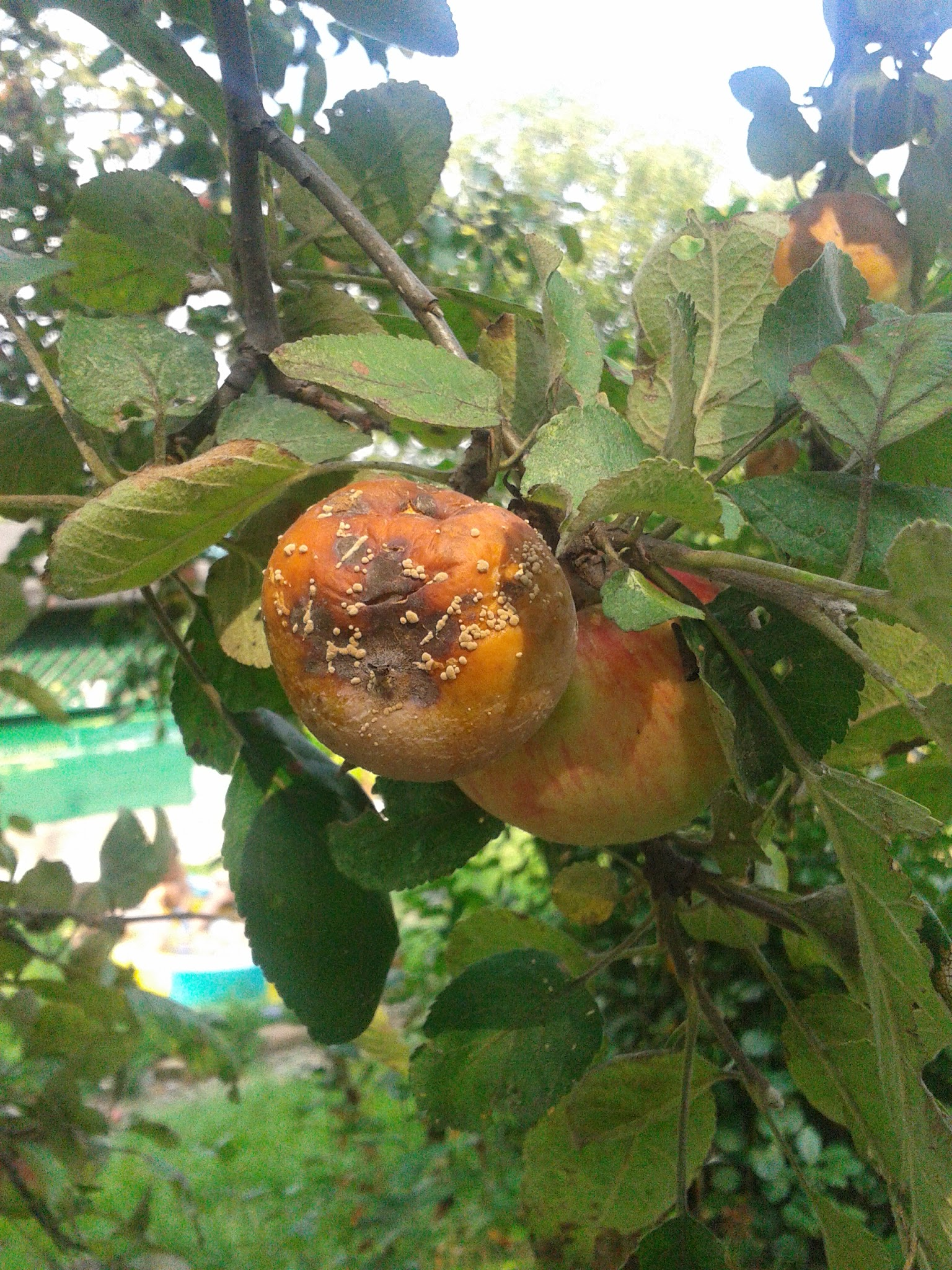
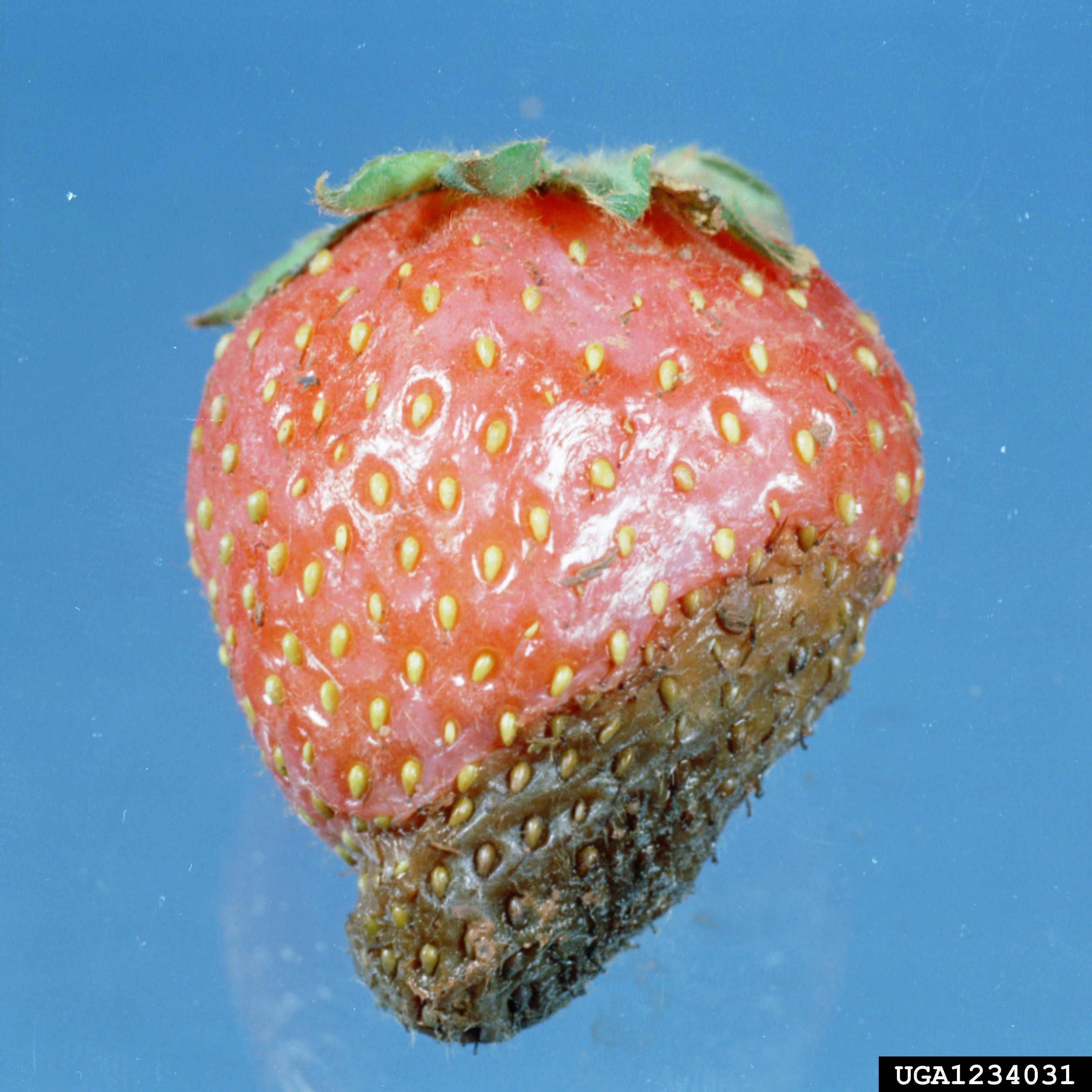
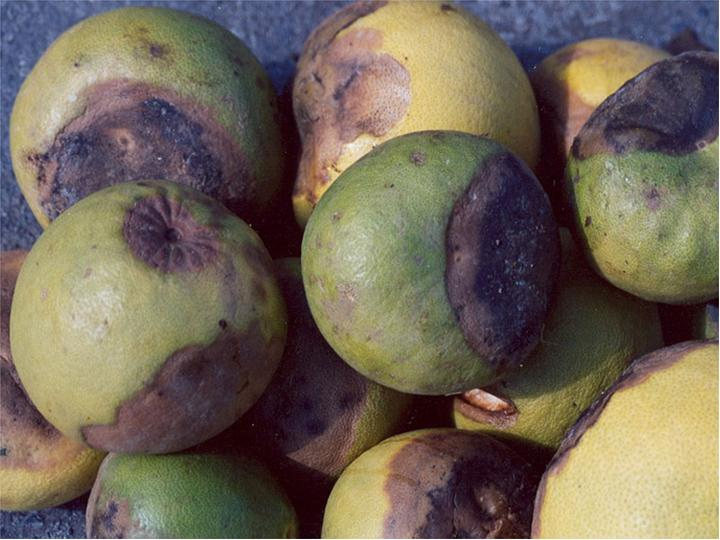

## Design, business, marketing

### UPS
Přestože je z výzkumů jasné, že hnědá patří mezi nejméně oblíbené barvy, její užívání skrz celé spektrum výrobců a výrobků je hojné. Od prvního loga Starbucks k UPS, i mnoho další známých log a vizuálních stylů obsahuje hnědou barvu. Starbucks používalo hnědou barvu v návaznosti na barvu kávových zrn po upražení. UPS k hnědé barvě došlo skrze hnědé uniformy a žlutá auta která bylo těžké pořád umývat. Přešly tedy na hnědou i na autech a dnes si těžko dokážeme představit tuto firmu s jinými, než typickými hnědými auty. Hnědá se stala synonymem pro UPS.

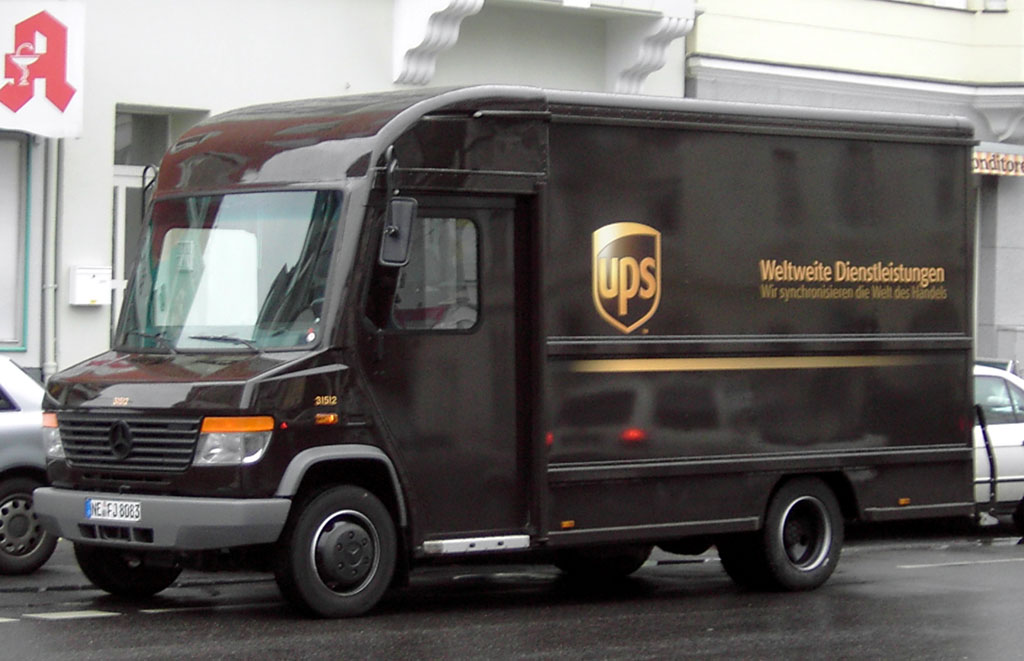

Hnědou barvu můžeme také nalézt často používanou na obalech potravin, kde dotváří dojem ekologického jídla.

### Hnědá kniha
První a druhá Hnědá kniha z internetových konverzací známých umělců ve dvou svazcích zabalených do temného neprůhledného igelitu. 160 a 208 stran na kvalitním papíře s barevnou autorskou obálkou. Grafická úprava Jan Turner.
Aleš Havlíček, Jan Turner
Nakladatel: Divus 2011

## Hudba
Prago Union – hnědá
DeSade – 50 odstínů hnědi
N.V.Ú. – rudý-hnědý

## Biologie

### Oči
Hnědou barvu očí zapříčiňuje přírodní tmavé barvivo melanin ve vysoké koncentraci. Hnědé oči jsou nejběžnějším zbarvením očí a nejtypičtější je pro Afriku a Asii.
Lidé s hnědýma očima jsou vnímáni oproti modrookým jako důvěryhodnější. S těmito závěry přišel mezinárodní vědecký tým z Přírodovědecké fakulty Univerzity Karlovy. Není to však dáno barvou očí, ale specifickými rysy obličeje hnědookých jedinců.  
Vědci už dříve zkoumali souvislost mezi barvou očí a vnímáním dominance, ukázalo se, že muži s tmavýma očima, velkým nosem a očima blíže u sebe působí dominantněji. Čeští vědci svým výzkumem tehdy potvrdili, že právě tyto rysy jsou typické pro muže s hnědýma očima.

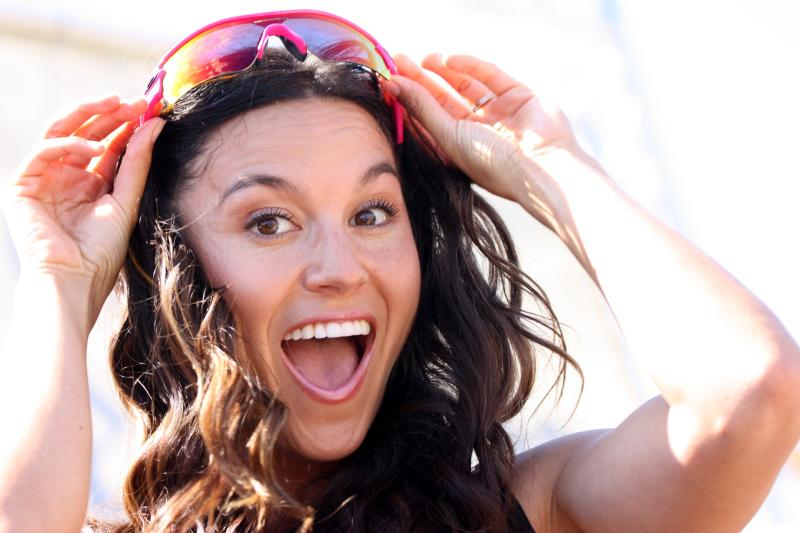
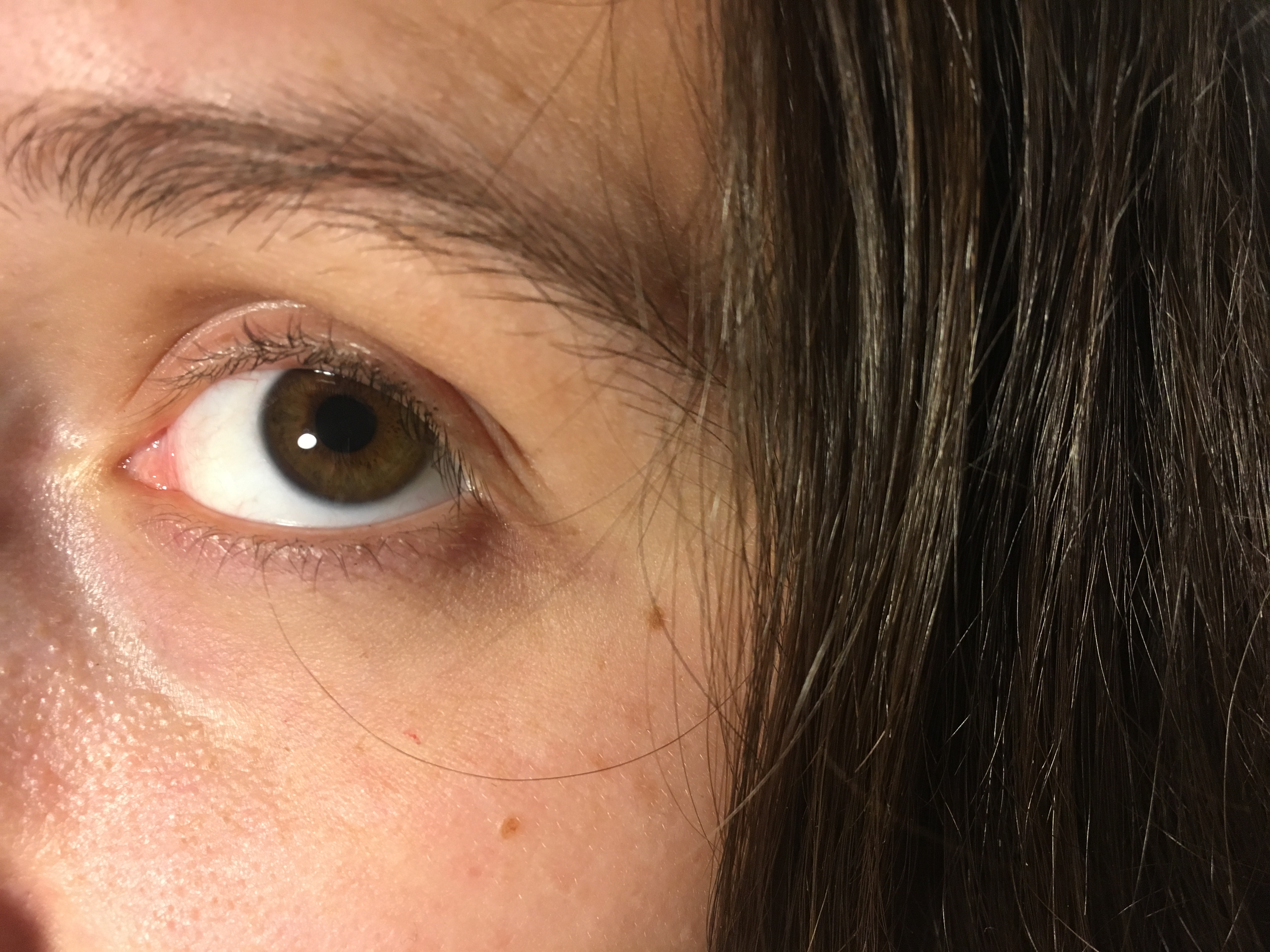

### Vlasy a pleť
Přírodní barva vlasů a pleti je dána přítomností melaninu. Melanin stejně tak ovlivňuje i barvu očí, či u zvířat šupin a peří. U lidí je to tak, že lidé s tmavší pleti mají melaninu větší množství. Na druhou stranu, lidé s menším množstvím pigmentu mají světlou pleť. Hlavní funkcí melaninu ovšem není to, že by naší pleti a vlasům dodával barevný tón. Jeho největším benefitem je pro nás jeho schopnost chránit pleť proti škodlivému ultrafialovému záření. Kompletní ochranu ovšem pleti samozřejmě neposkytuje, takže ani jedinci s velmi tmavou pletí nejsou díky němu zcela chráněni. Je ovšem fakt, že jejich pleť vydrží vystavena slunci daleko déle, než se spálí, než u jedinců se světlou pletí. Z toho platí, že jedinci blíže k rovníku jsou odolnější vůči slunečnímu záření a mají více tmavou pleť, než lidé více na sever. Melanin také spouští mechanismus, jak organismus absorbuje sluneční žár, což je ovšem důležité spíše pro zvířata, než pro lidi, hlavně pro ta studenokrevná jako jsou hadi, plazy a některé druhy ryb.

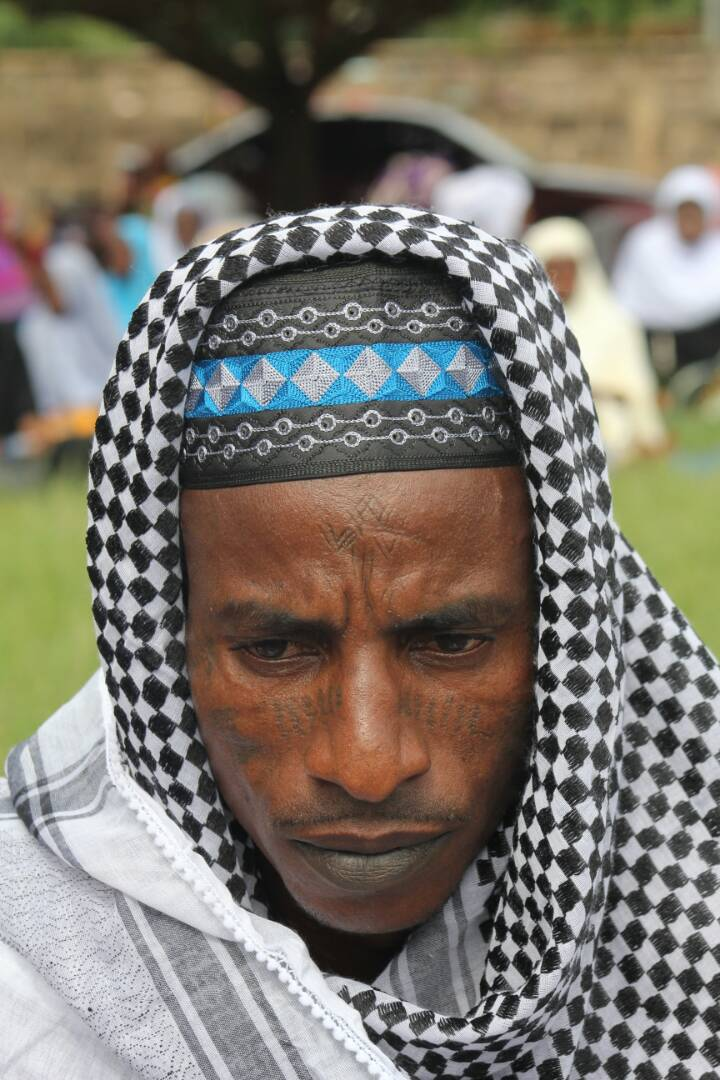
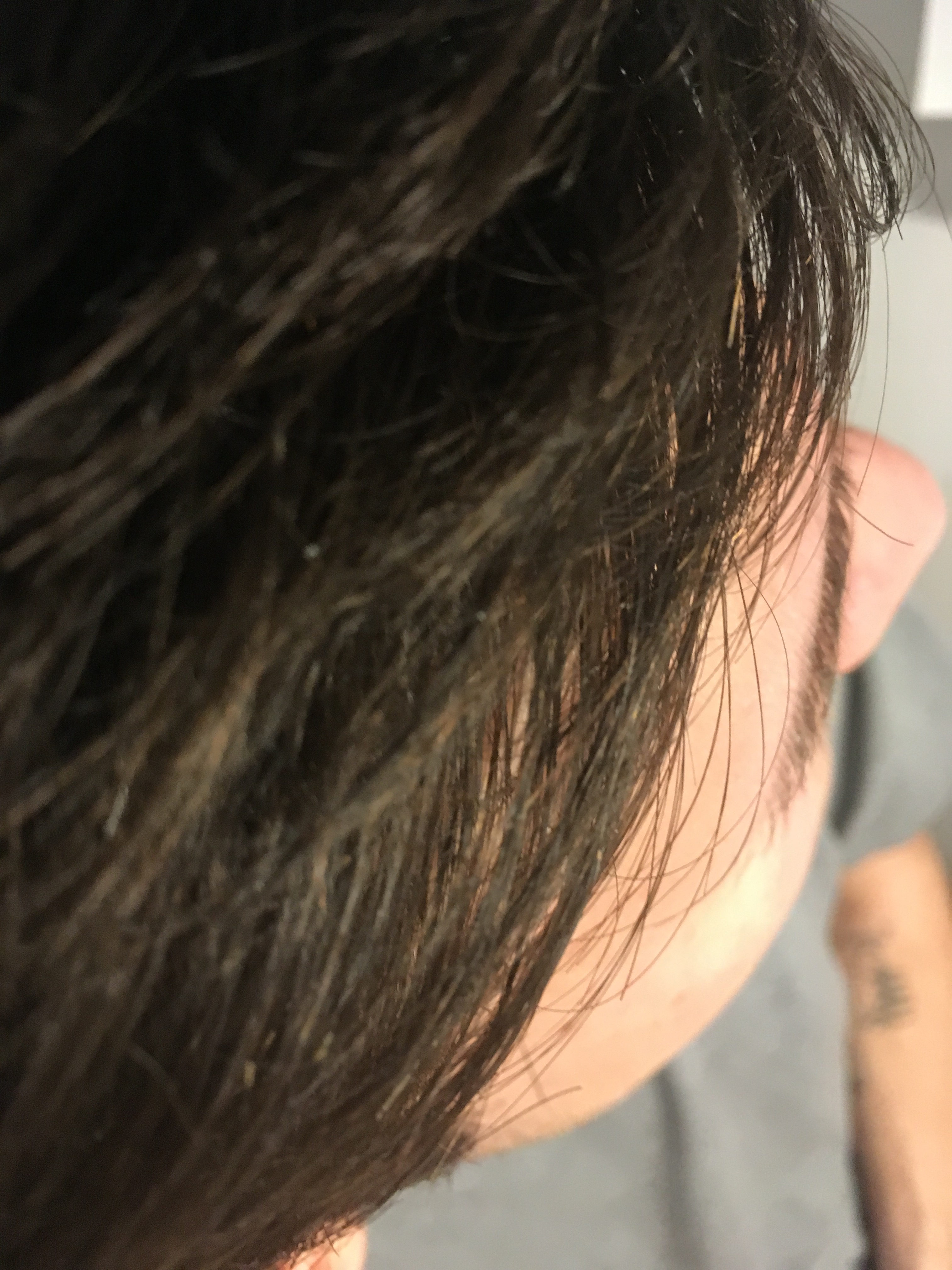

### Stolice
Zbarvení lidské stolice je dáno červenými krvinkami. V průběhu fungování se červené krvinky neustále nahrazují novými a staré se rozkládají za pomocí bílých krvinek, které je dělí na hemoglobin a dále na železo. Vyjmutím železa vzniká bilirubin, který se v trávicím traktu mění na urobilinogen. Urobilinogen dále putuje do krevního oběhu, odkud se dostává do jater. Z jater se poté dostává zpět do střev, kde se z něho stává díky bakteriím sterkobilinogen, který se díky oxidaci změní na sterkobilin. Sterkobilin je pak tmavě hnědý a obarvuje stolici, zbavenou barviv při procesu trávení.